# 石雕博物馆

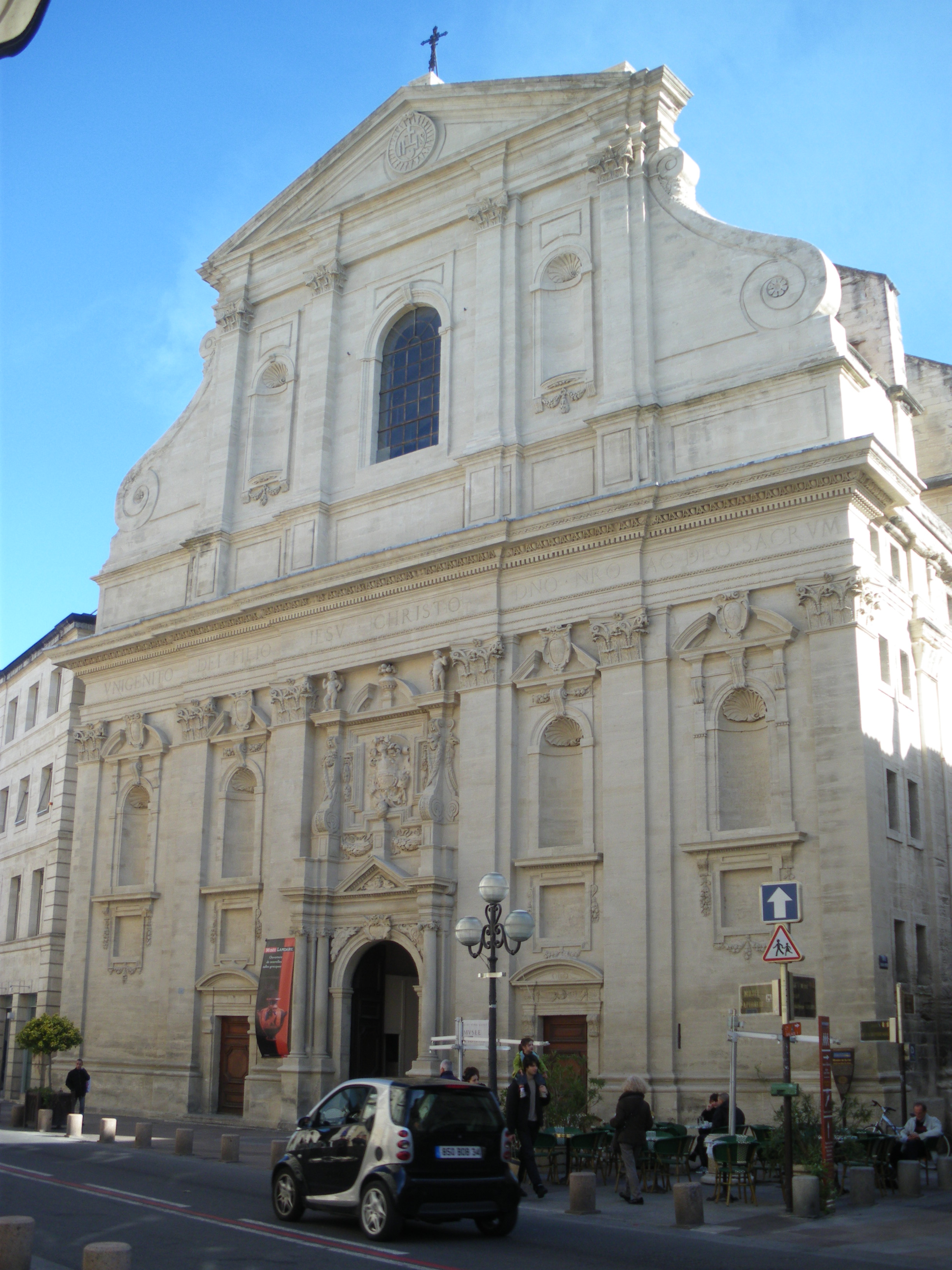

石雕博物馆（Musée lapidaire d'Avignon）是法国普罗旺斯-阿尔卑斯-蓝色海岸大区阿维尼翁的一个博物馆，卡尔维博物馆的考古分馆，1933年成立。它设于共和国街27号17世纪的耶稣会教堂，1928年6月21日列为历史古迹。
馆内收藏包括史前、古希腊、伊特鲁里亚、古罗马和高卢艺术。

## 画廊

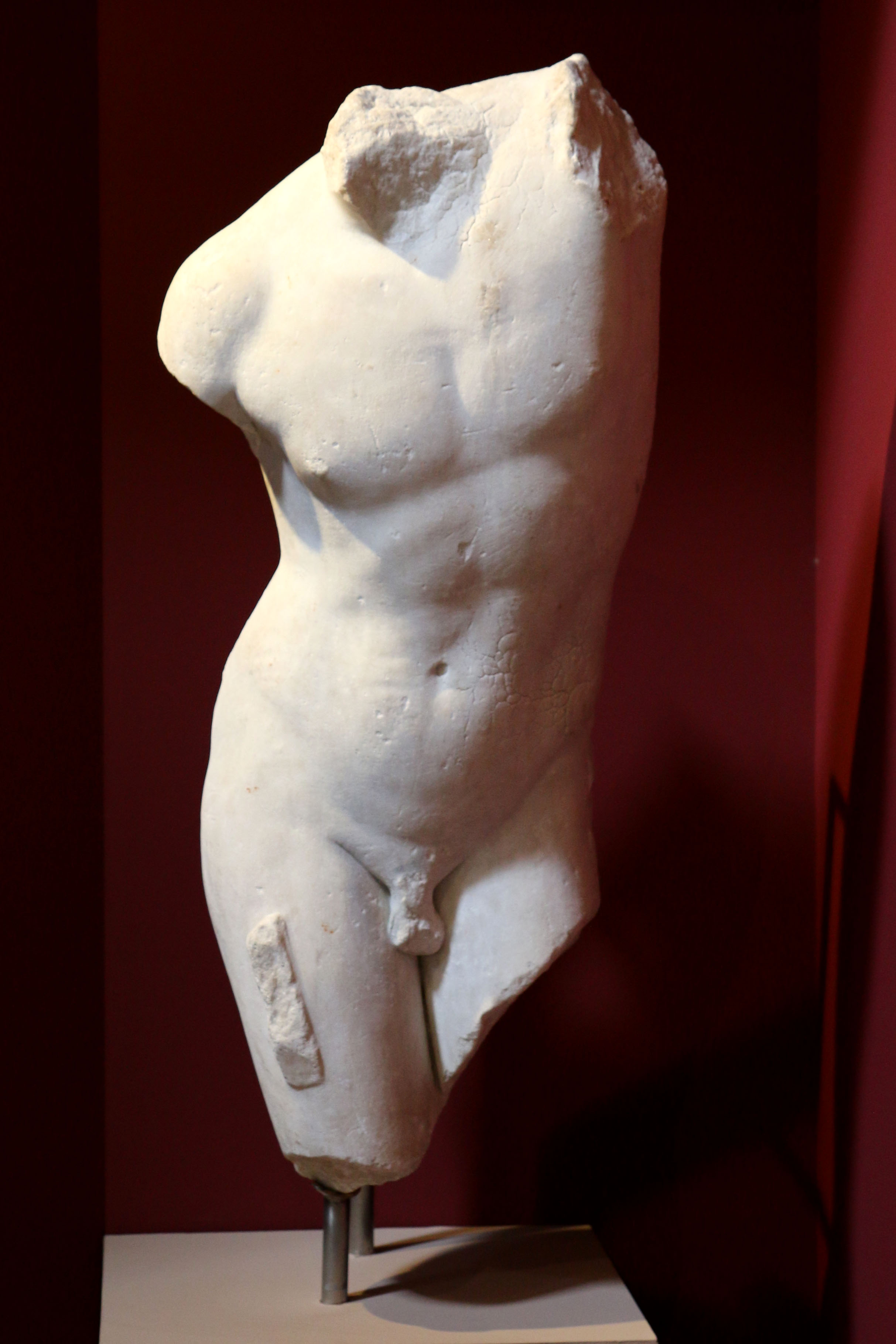
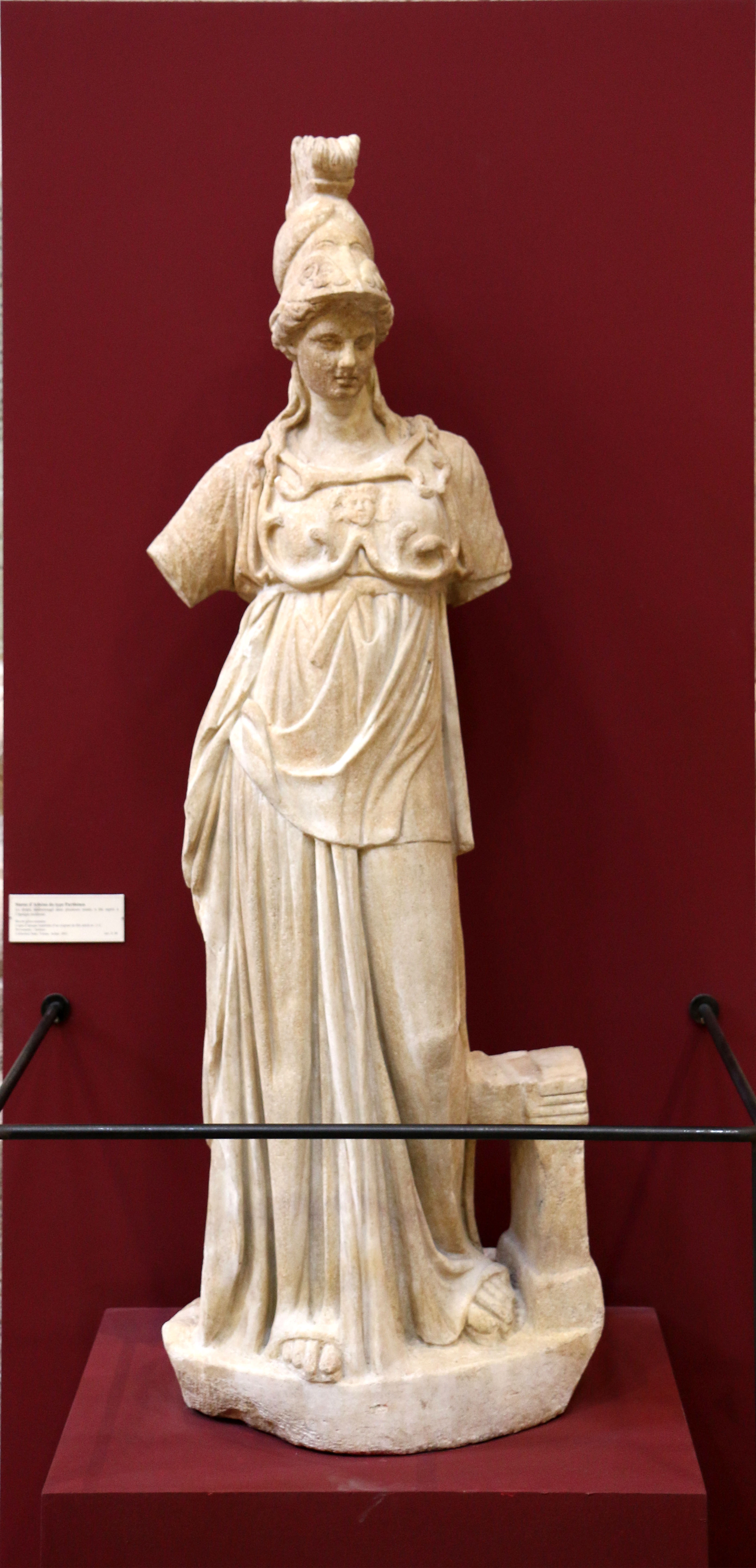
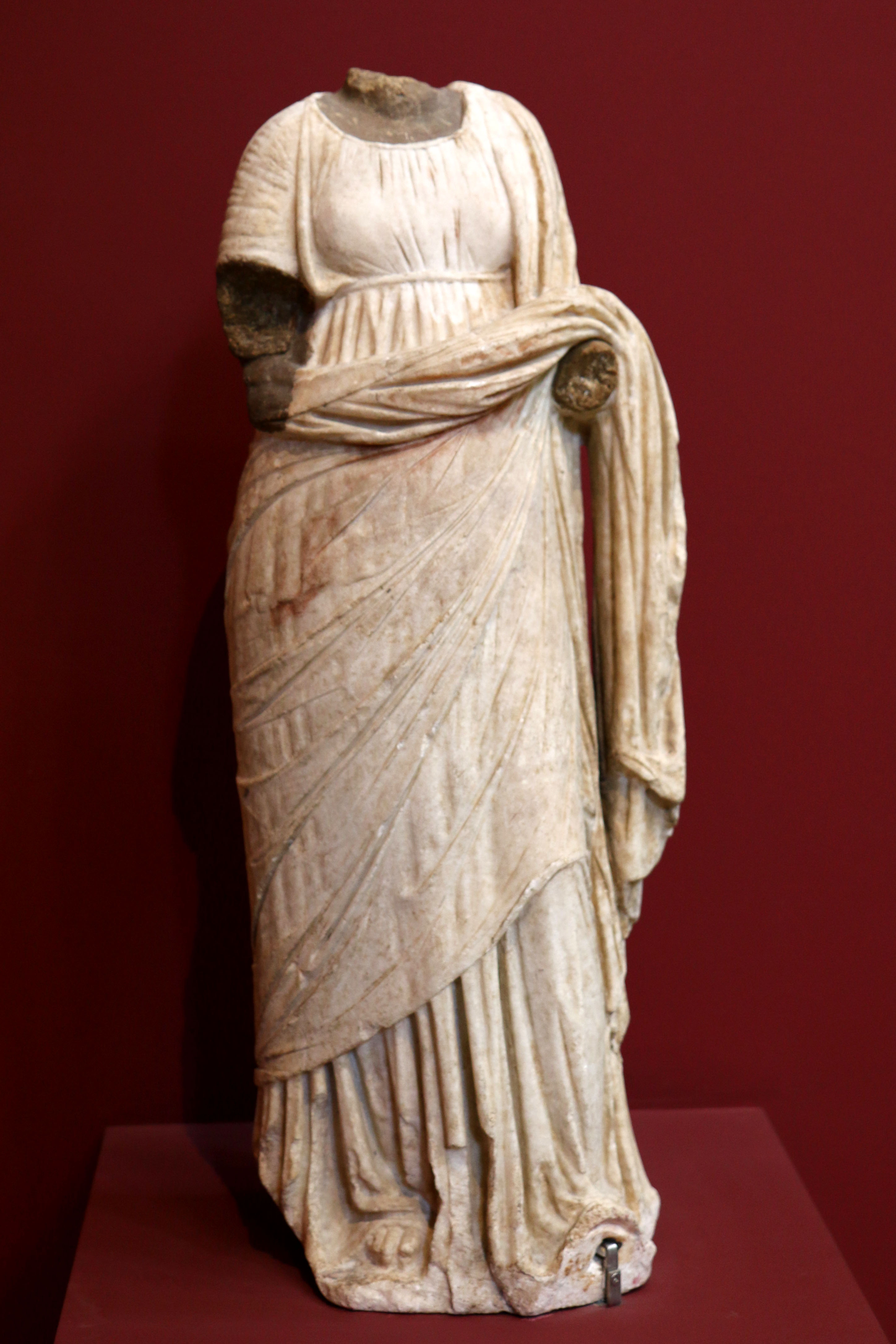
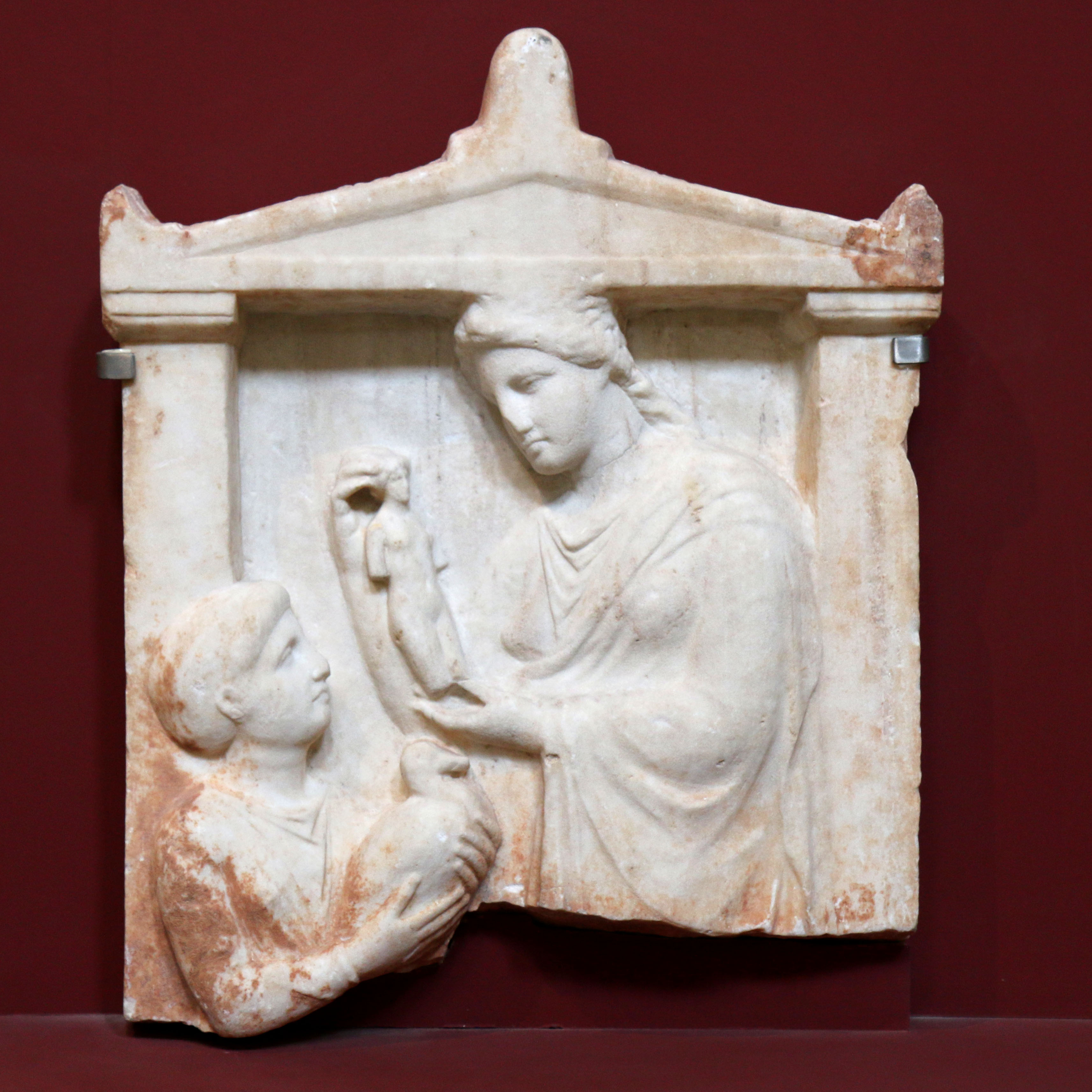
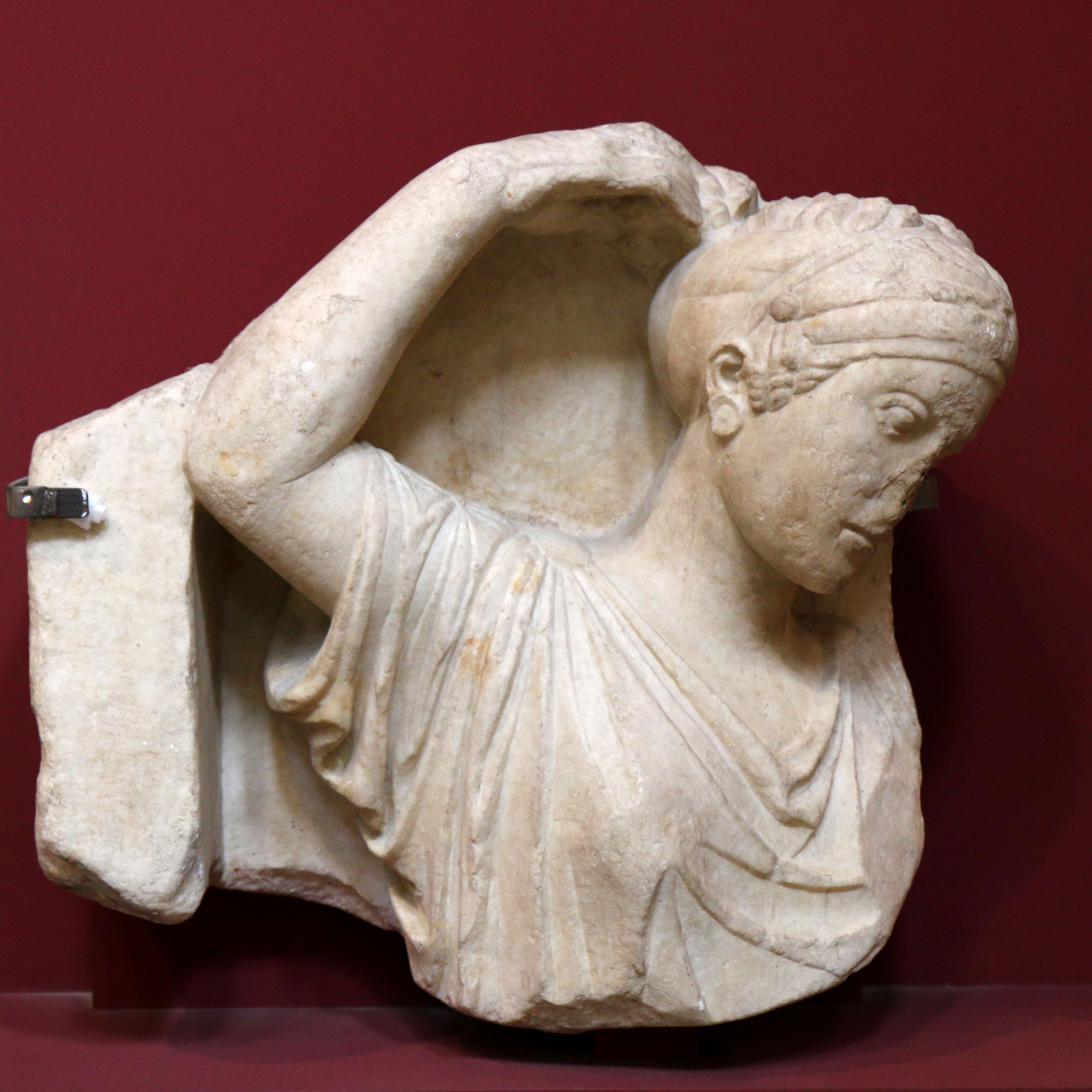
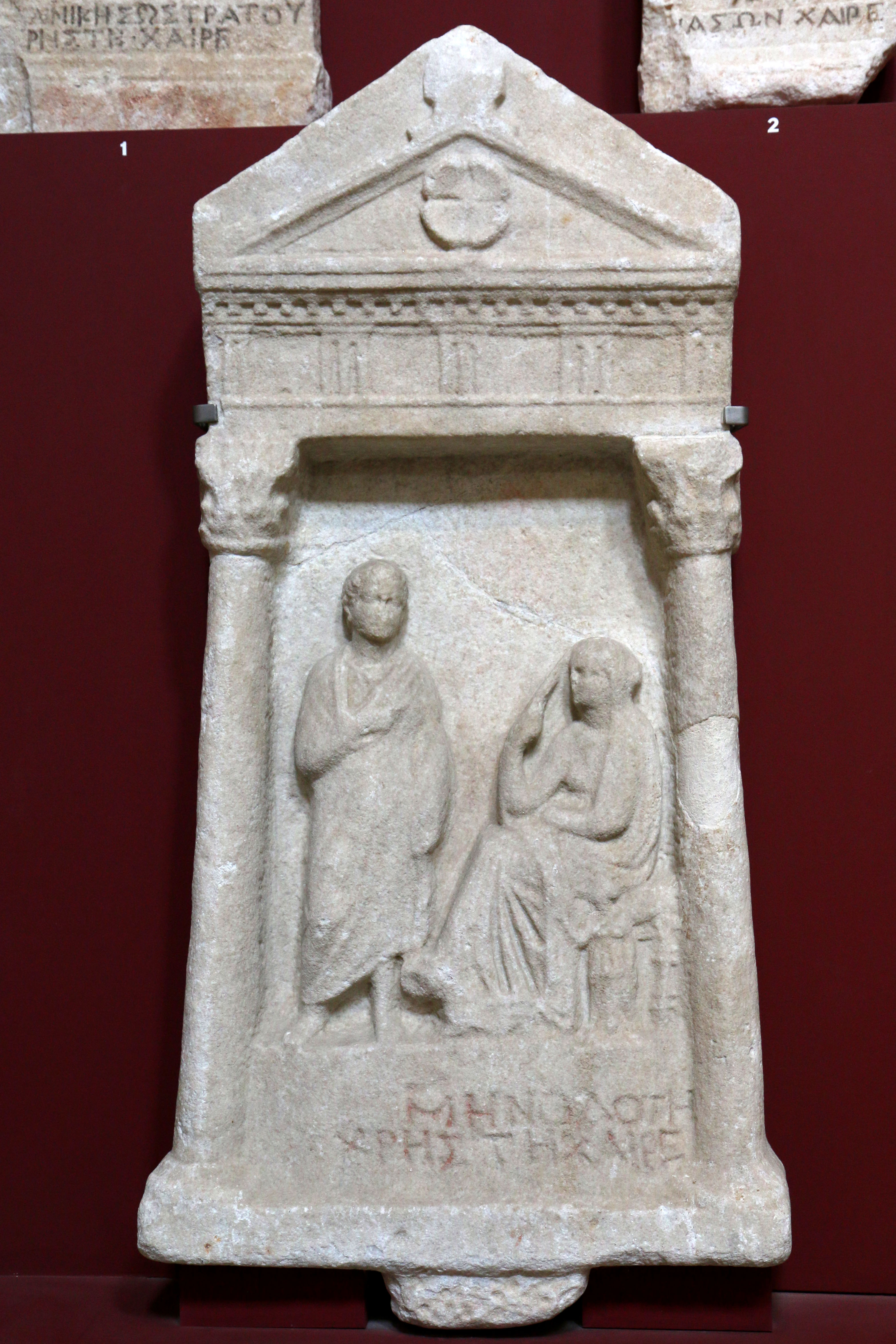
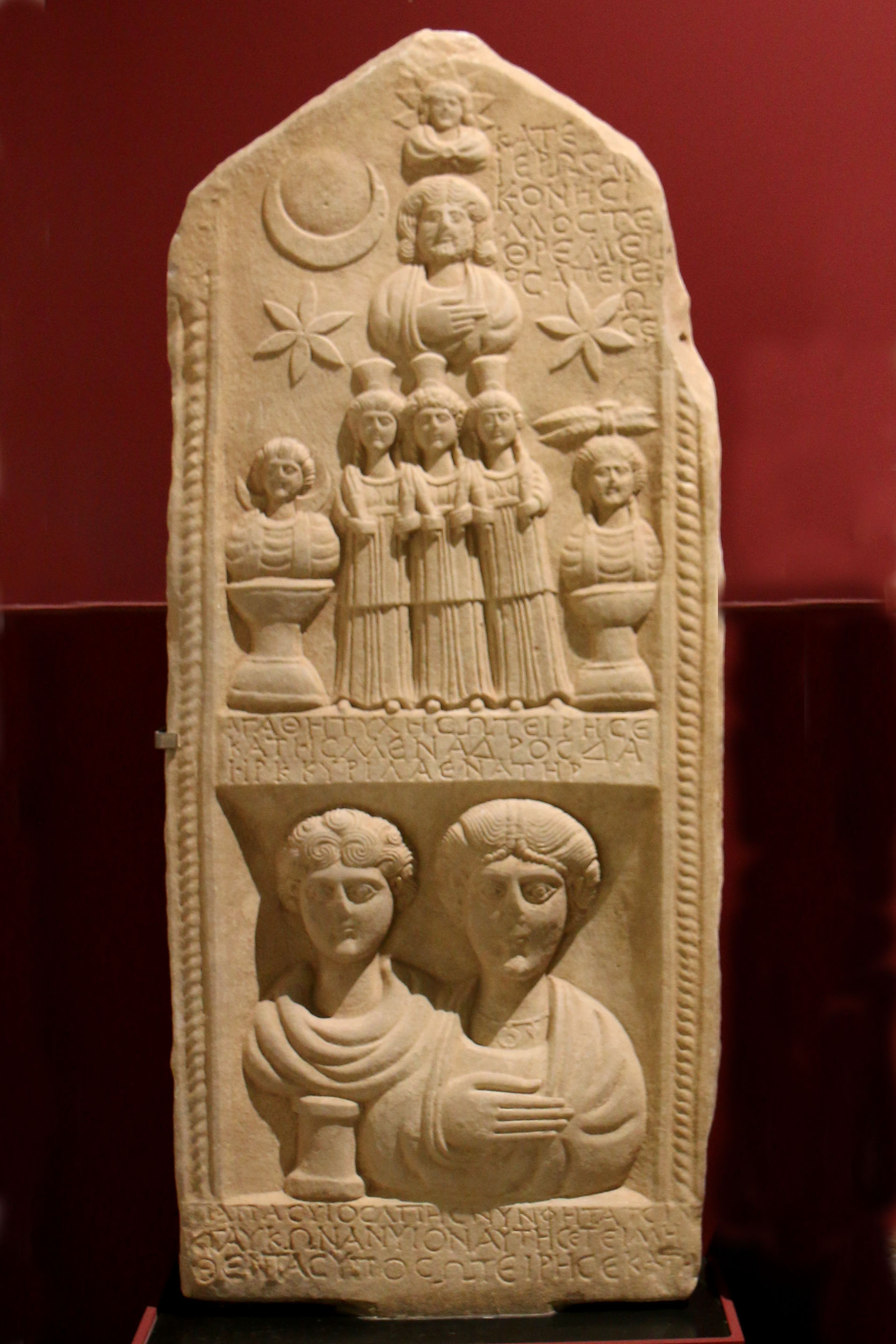
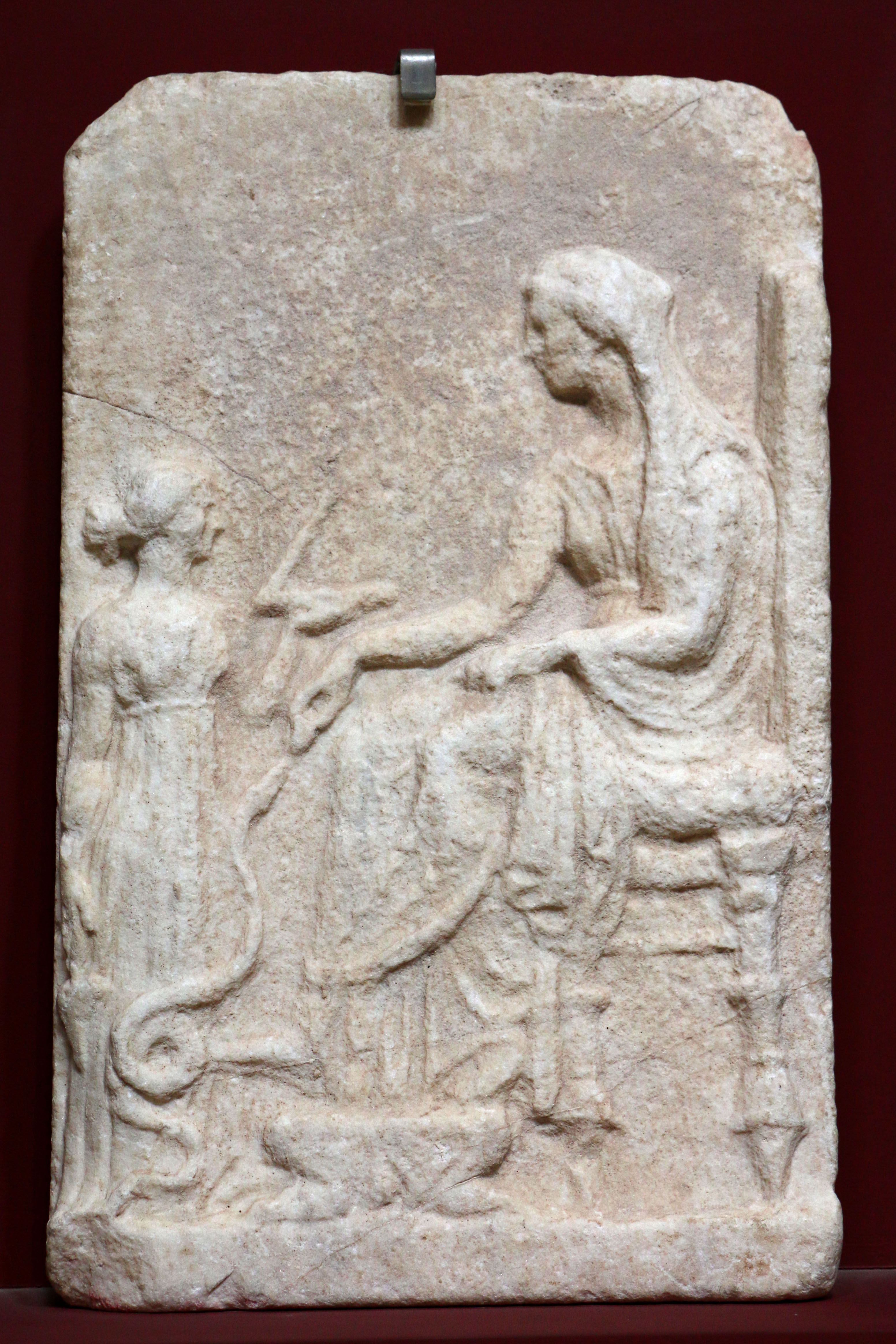
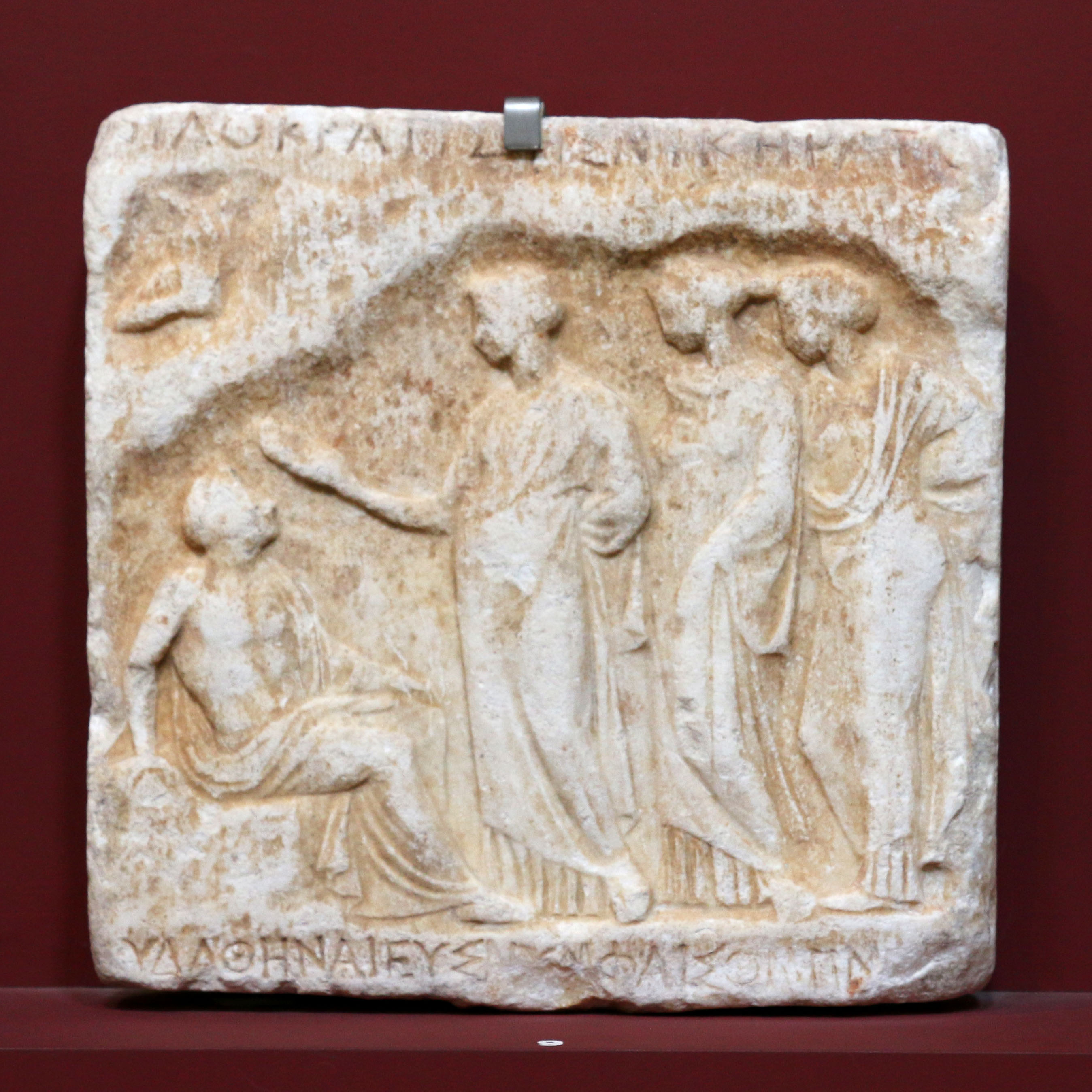
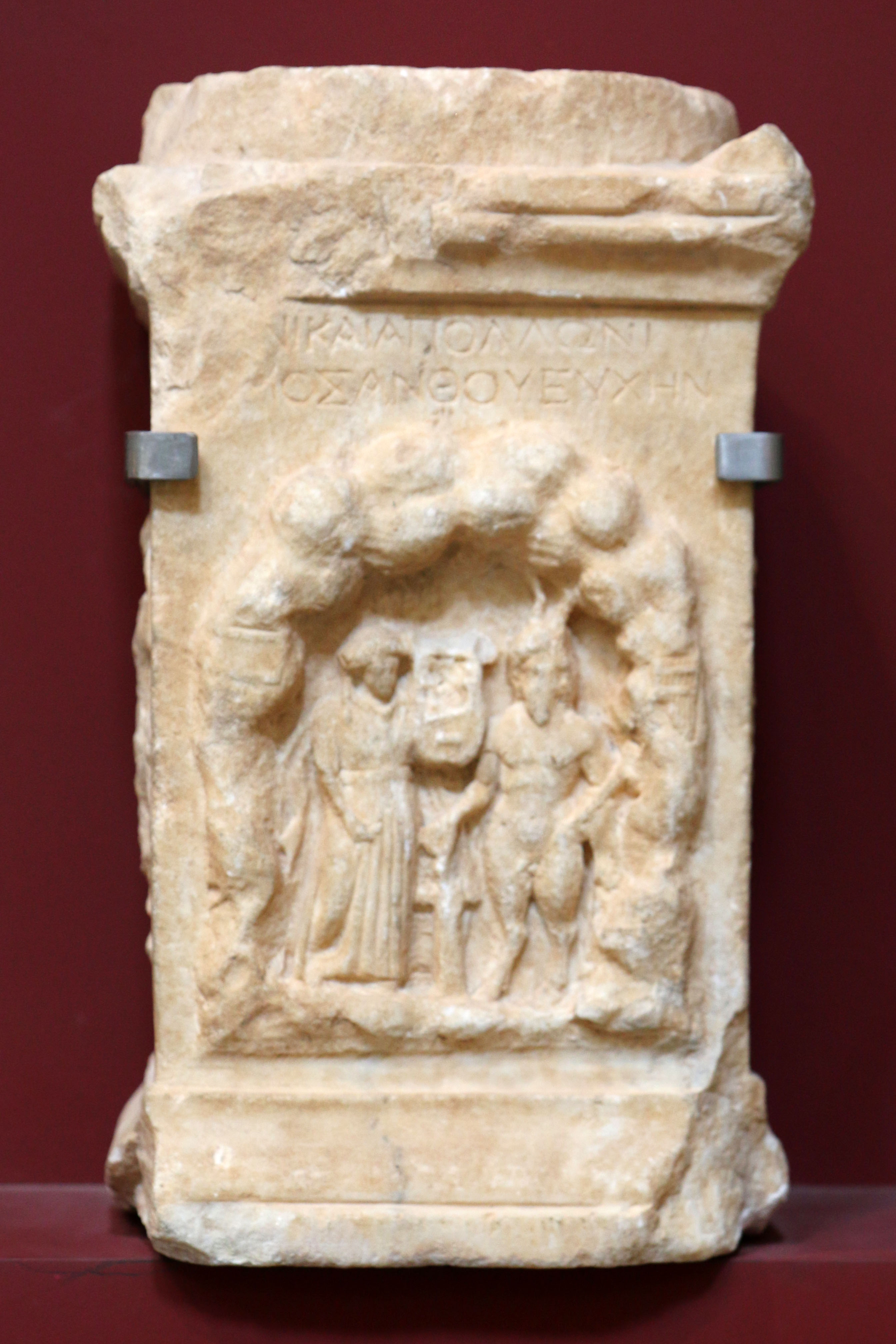
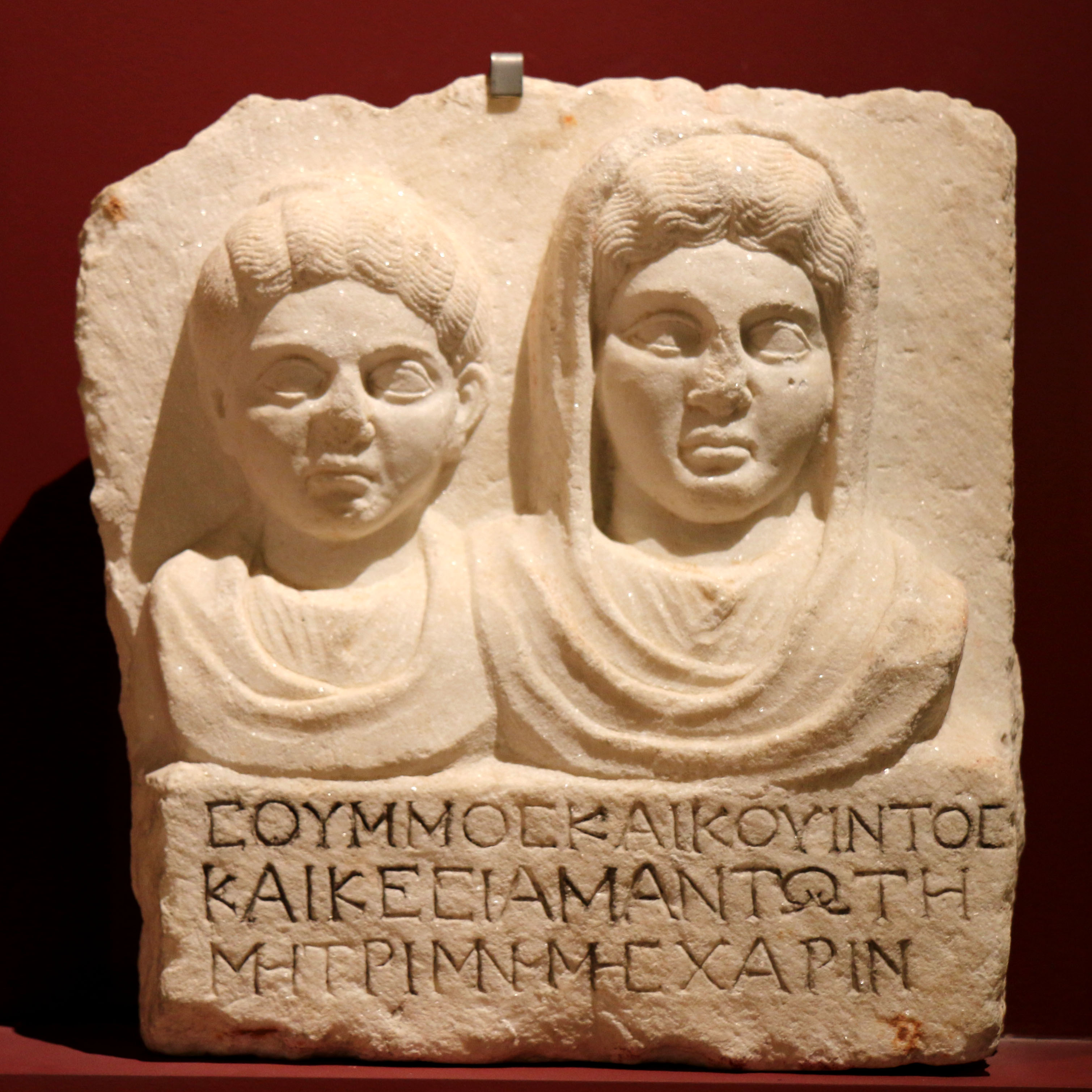
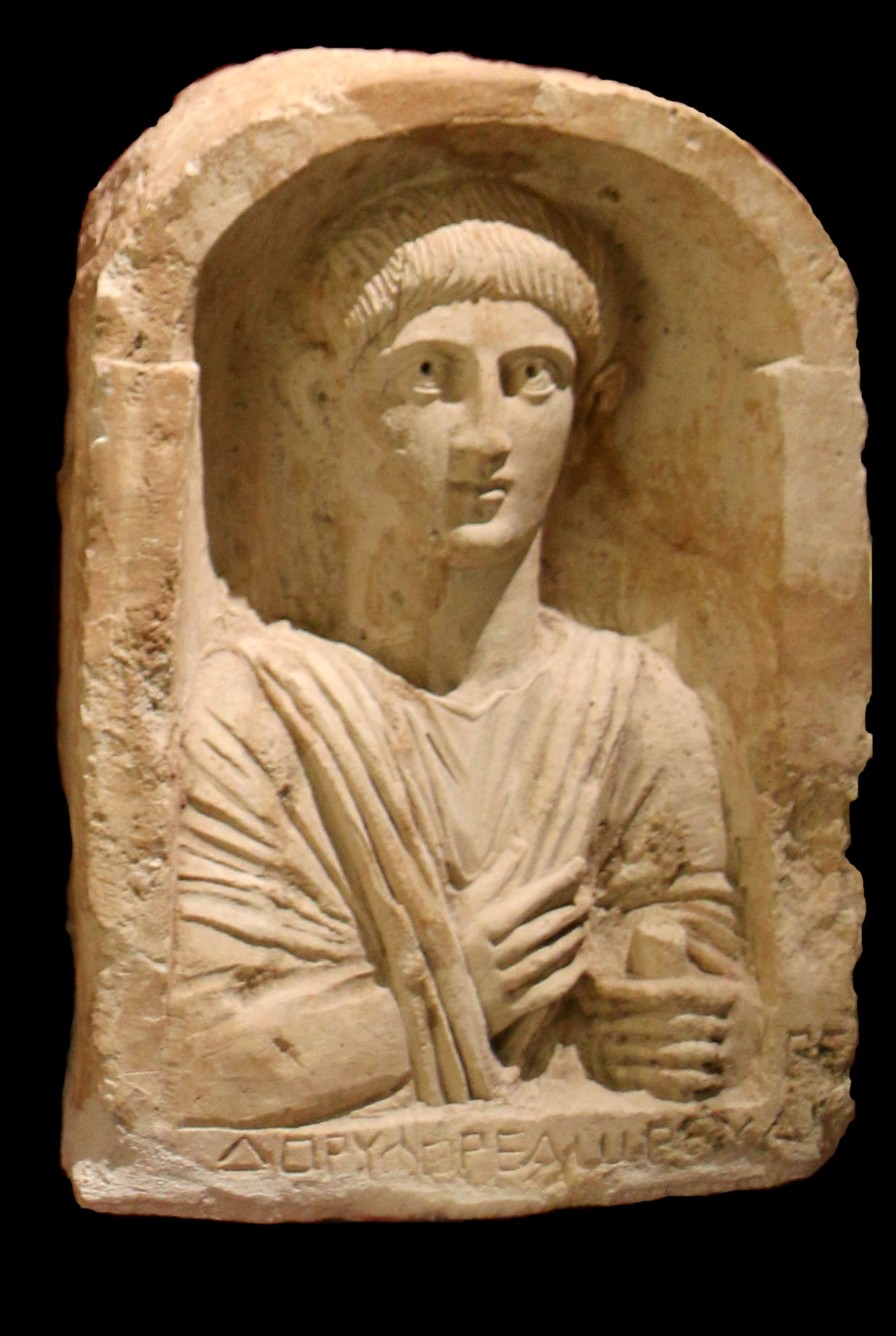
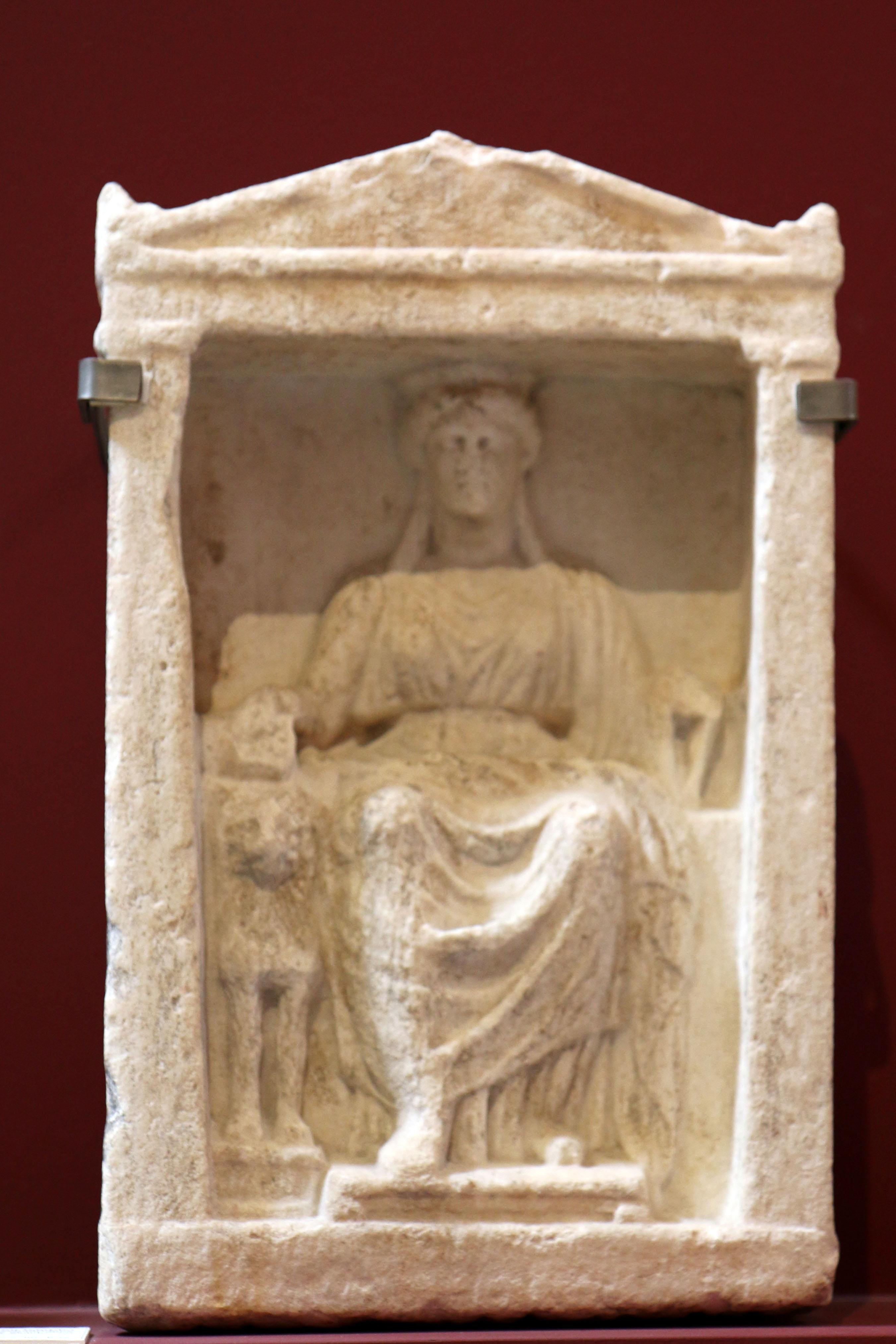
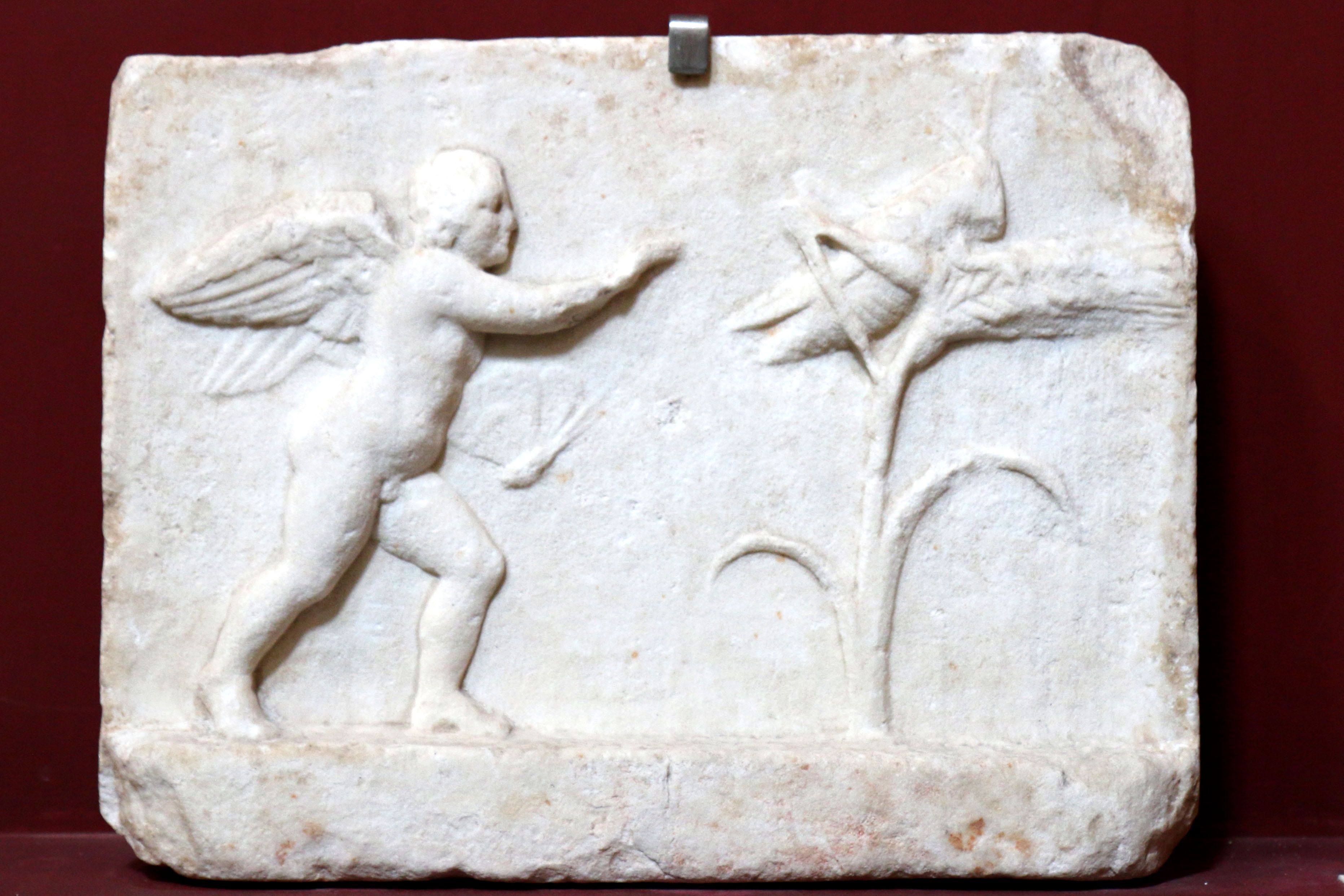
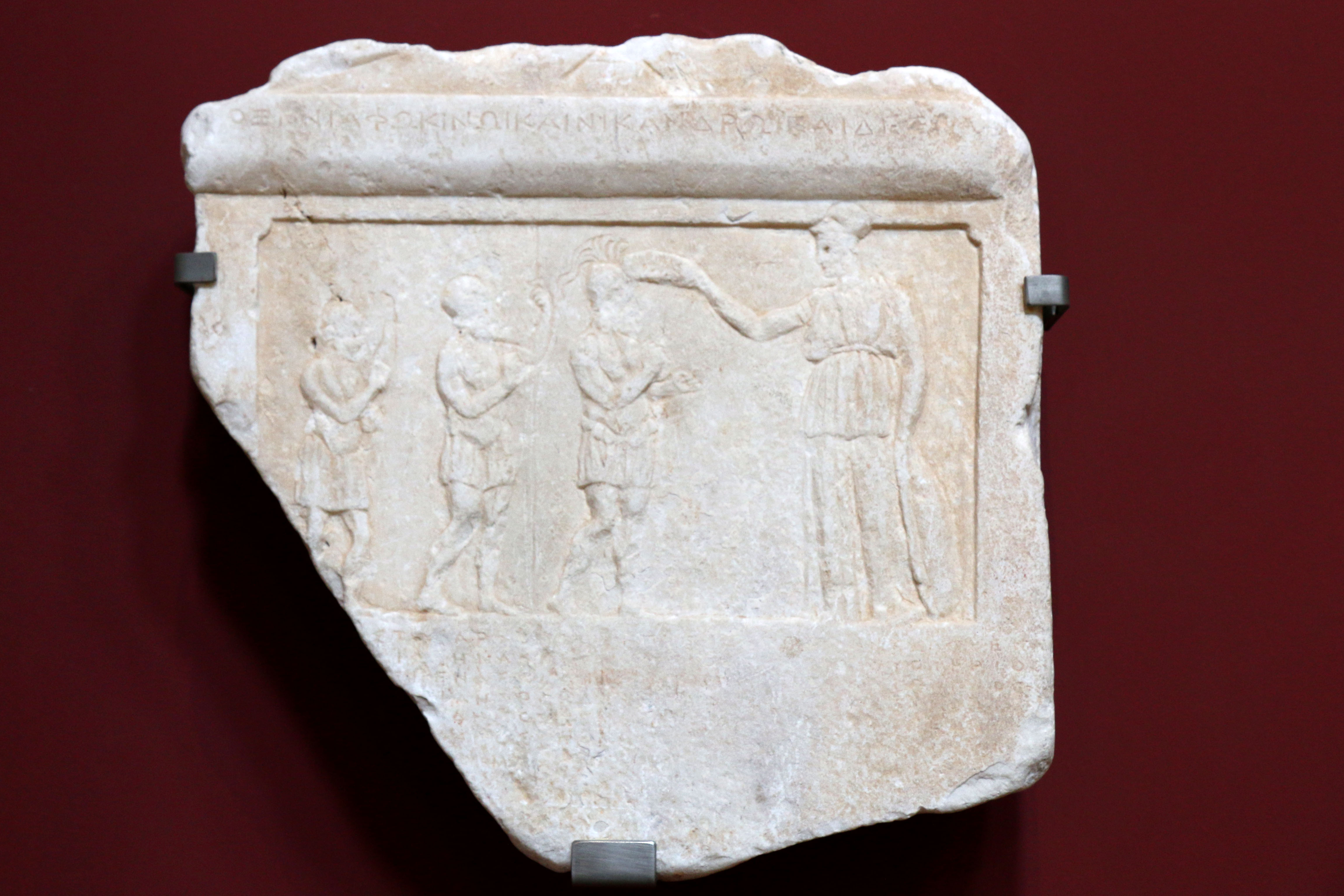
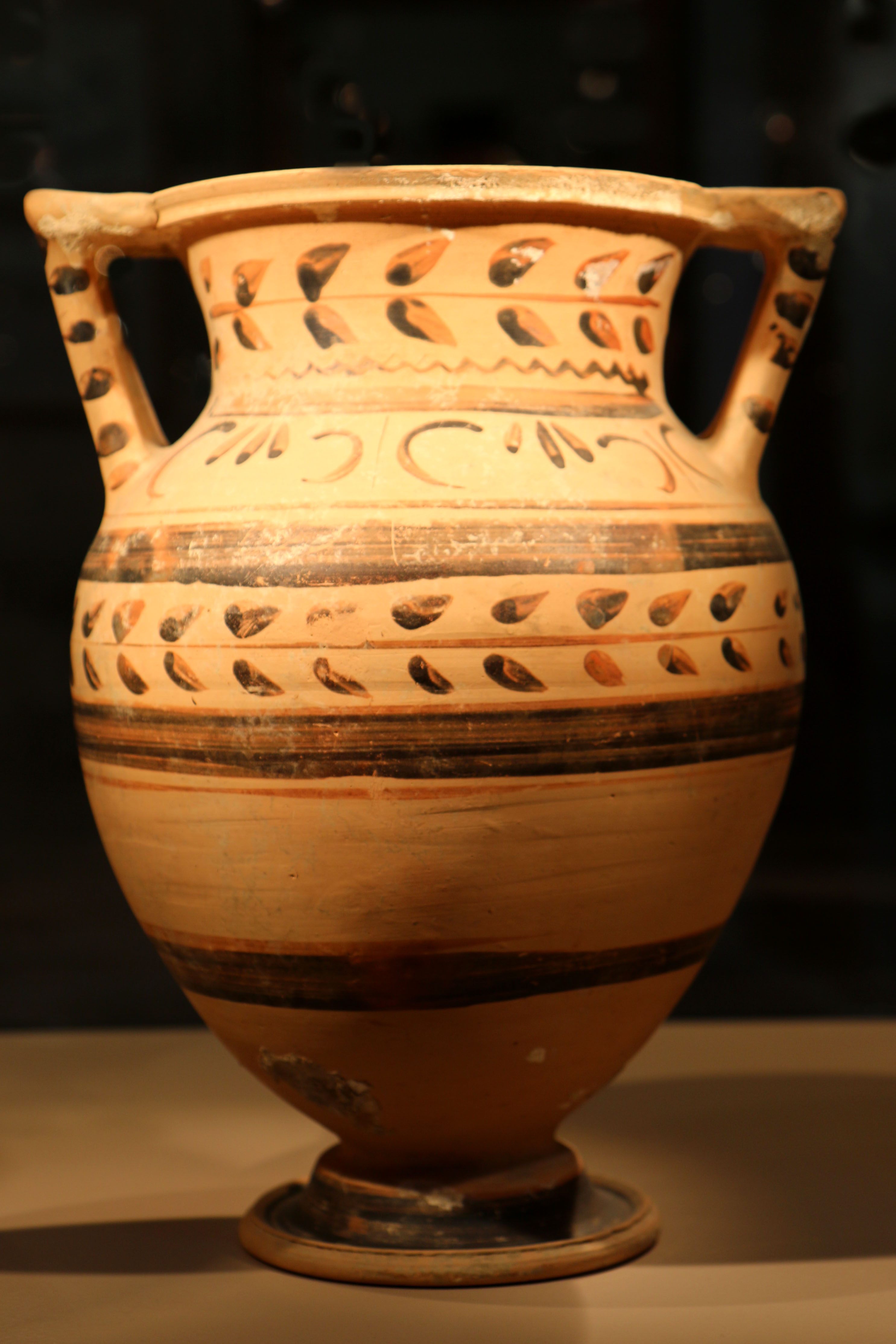
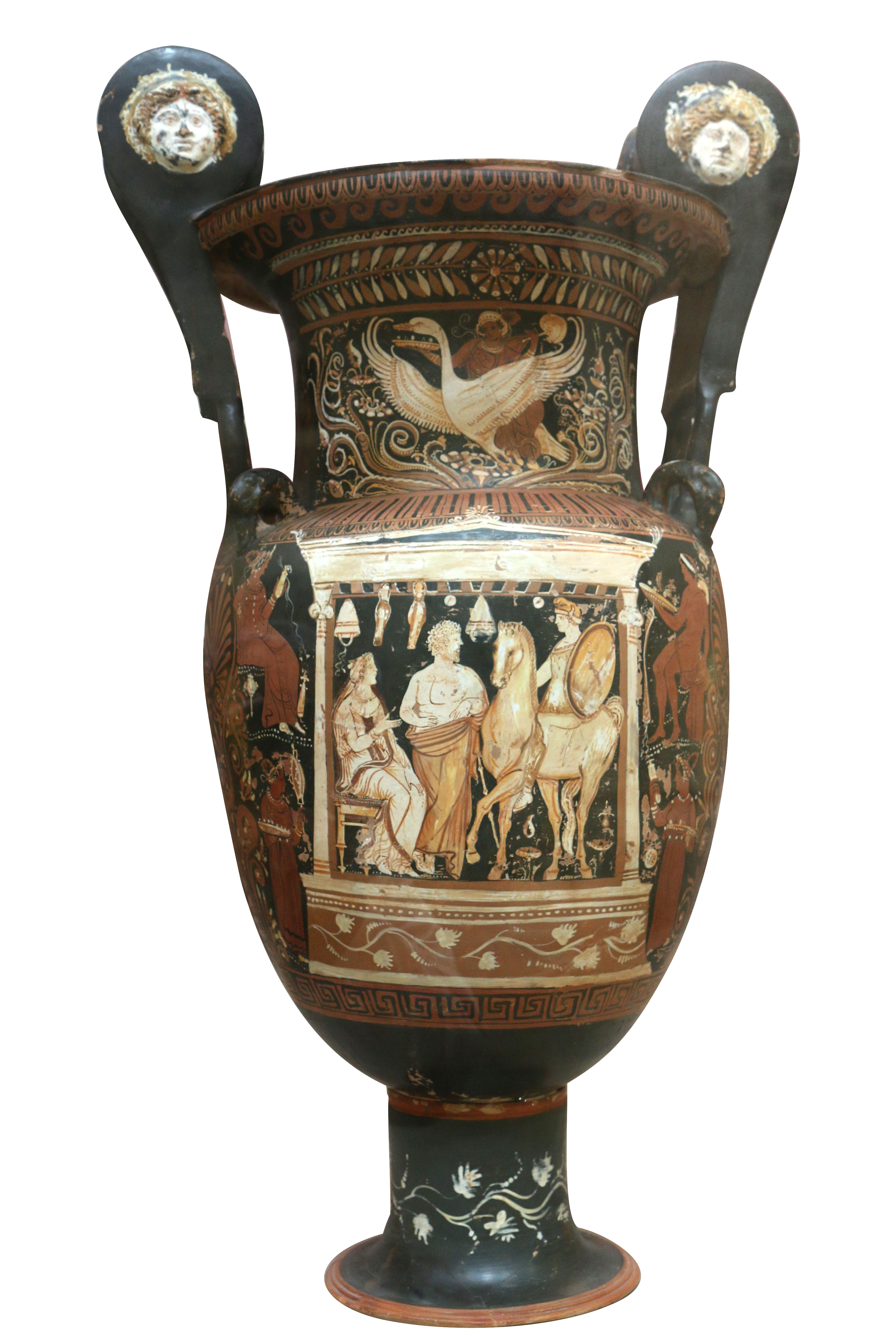
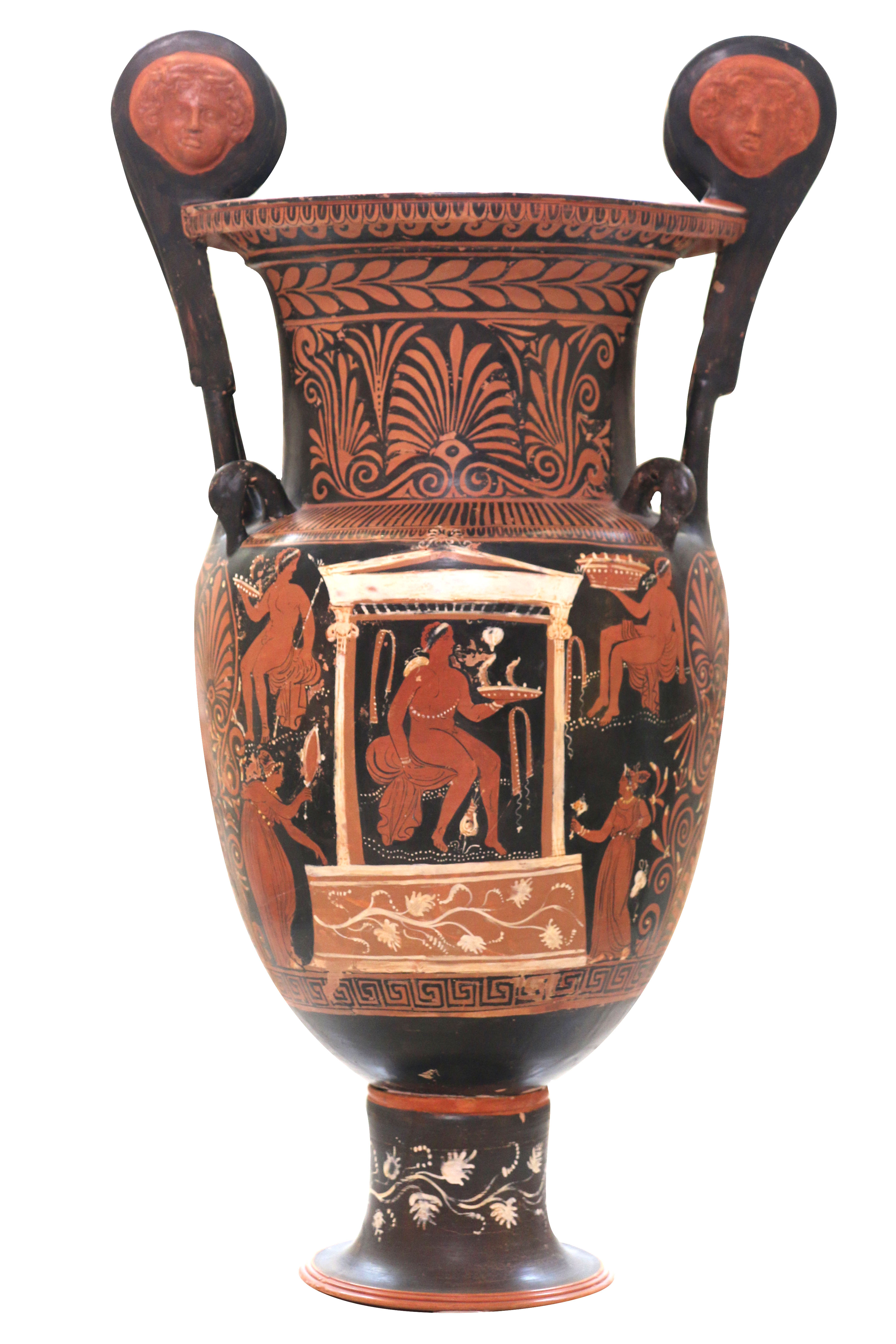
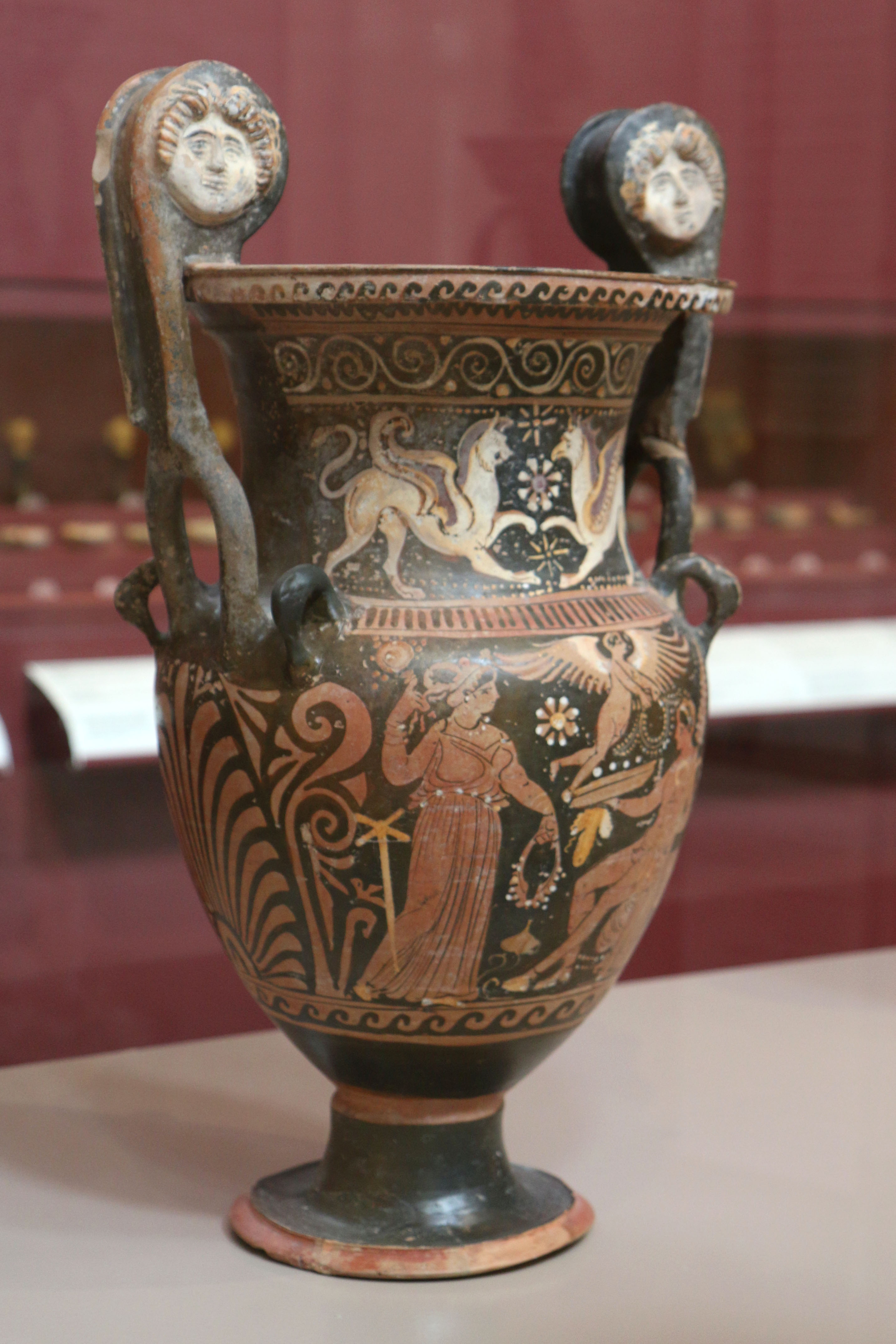
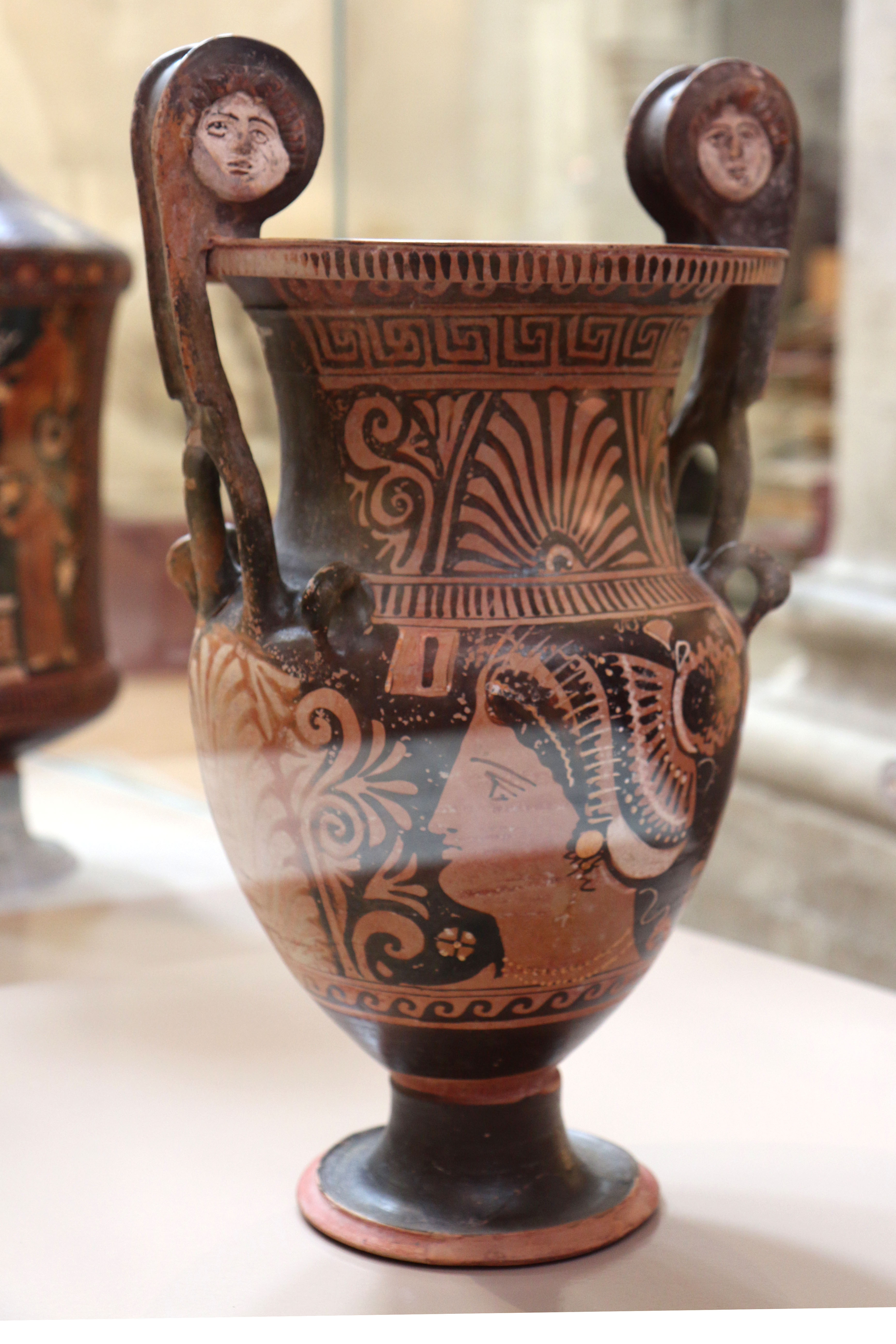
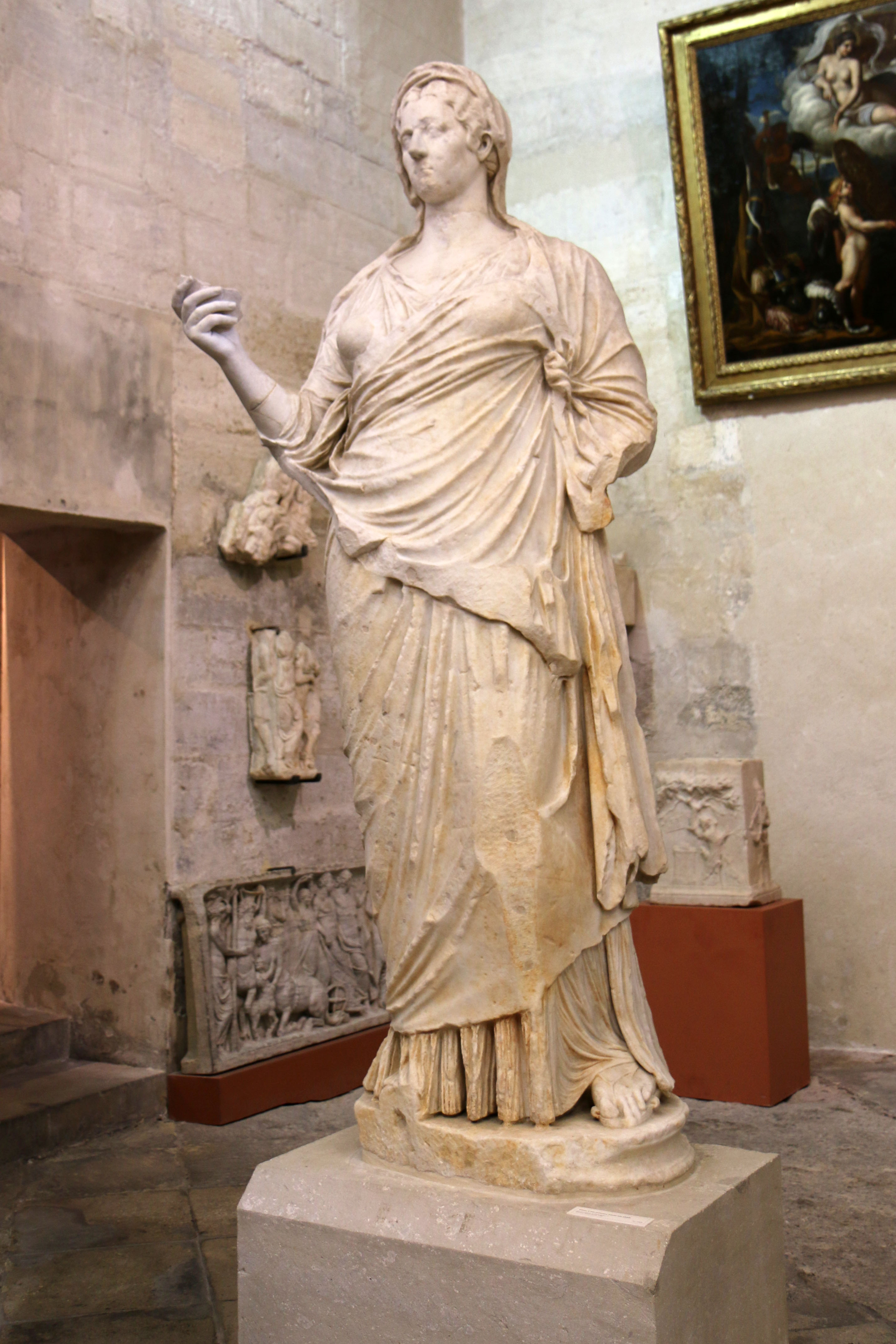
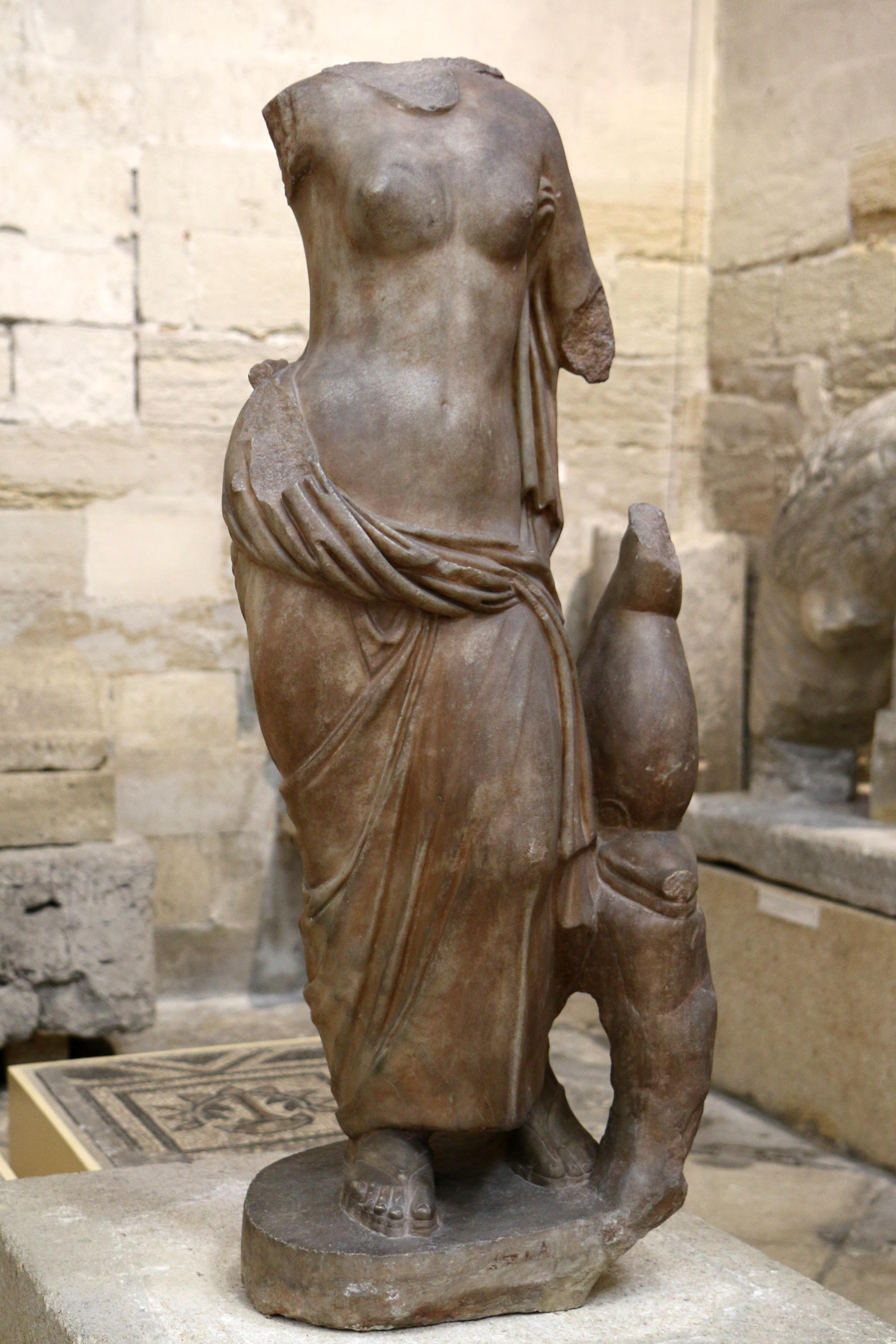
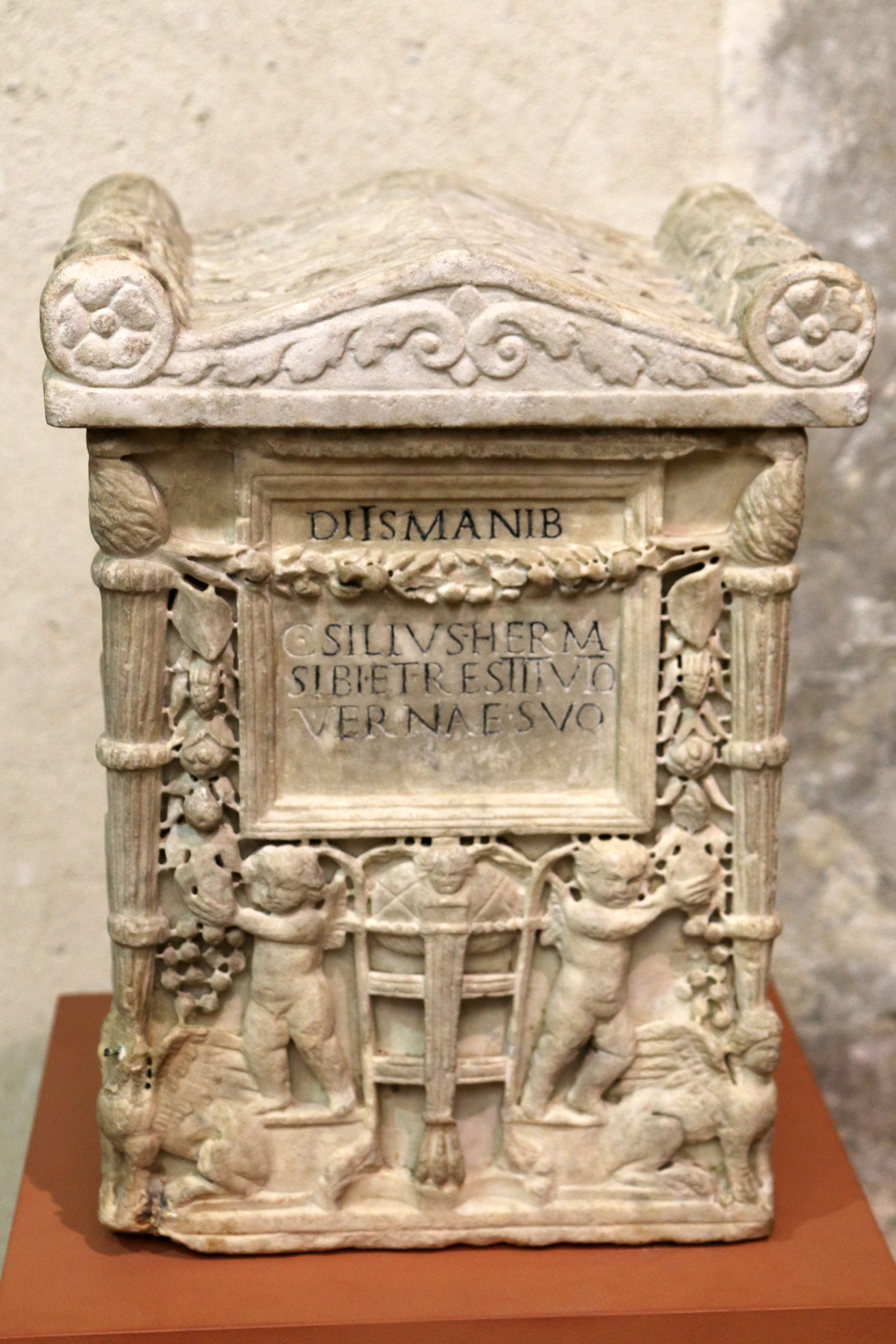
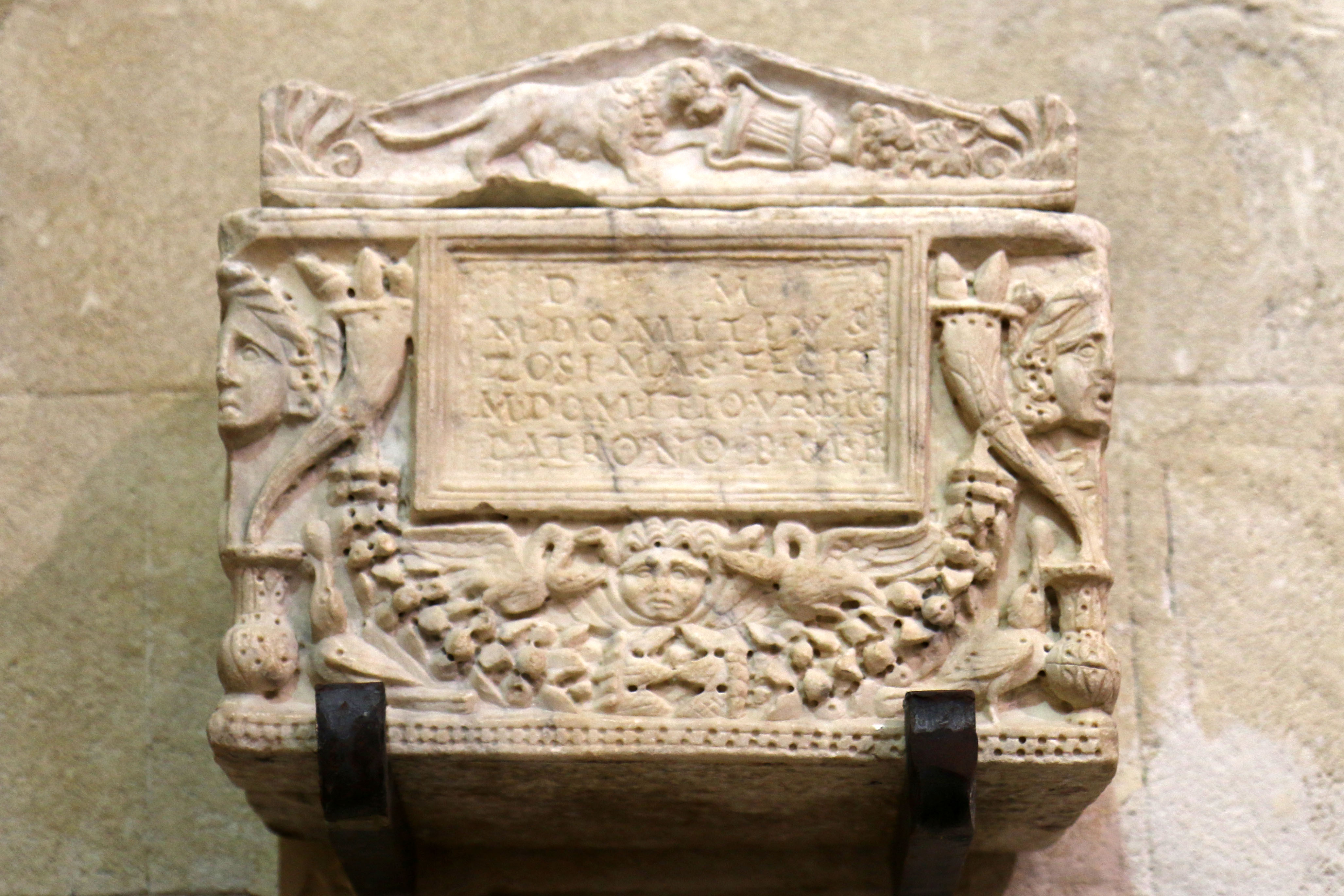
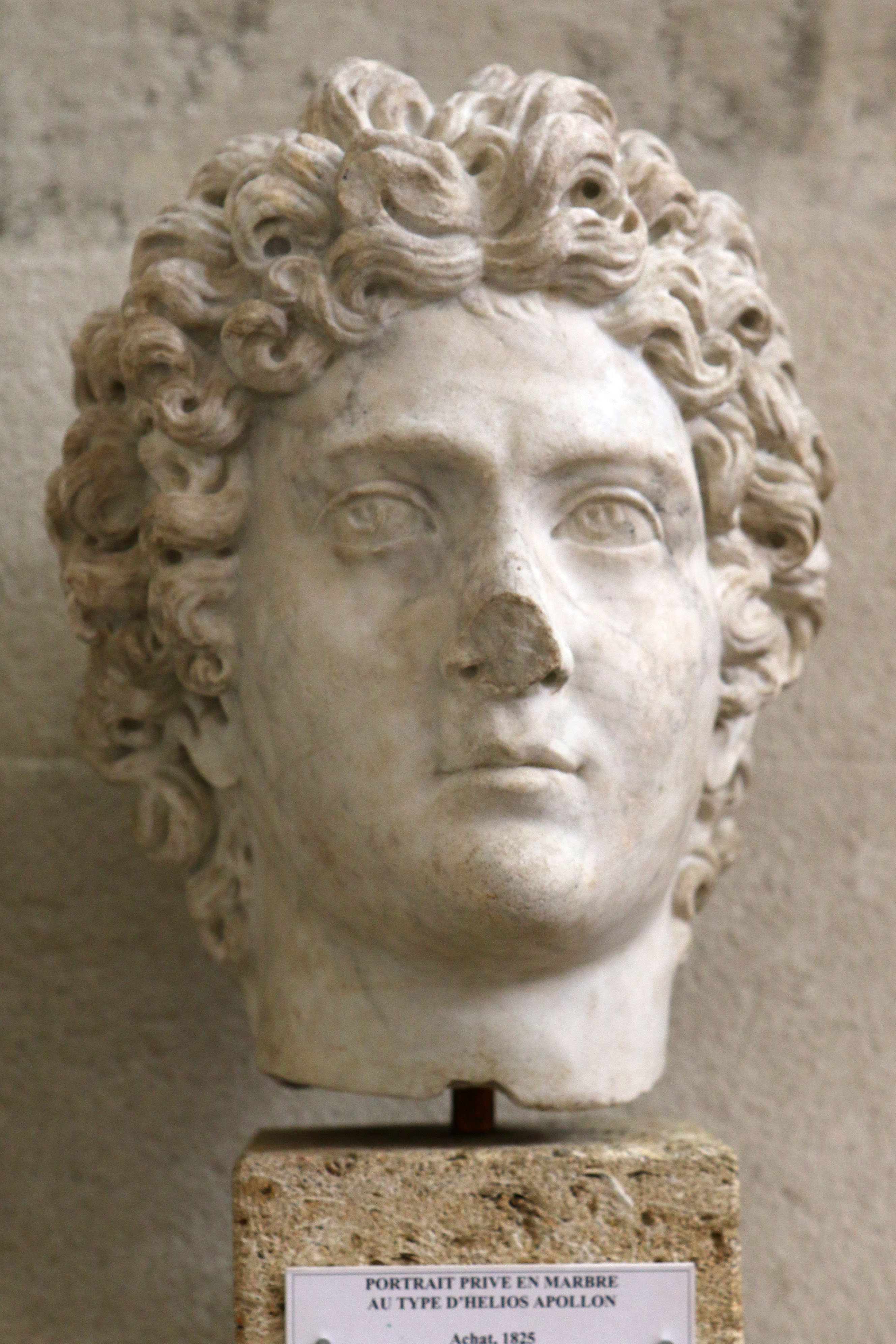
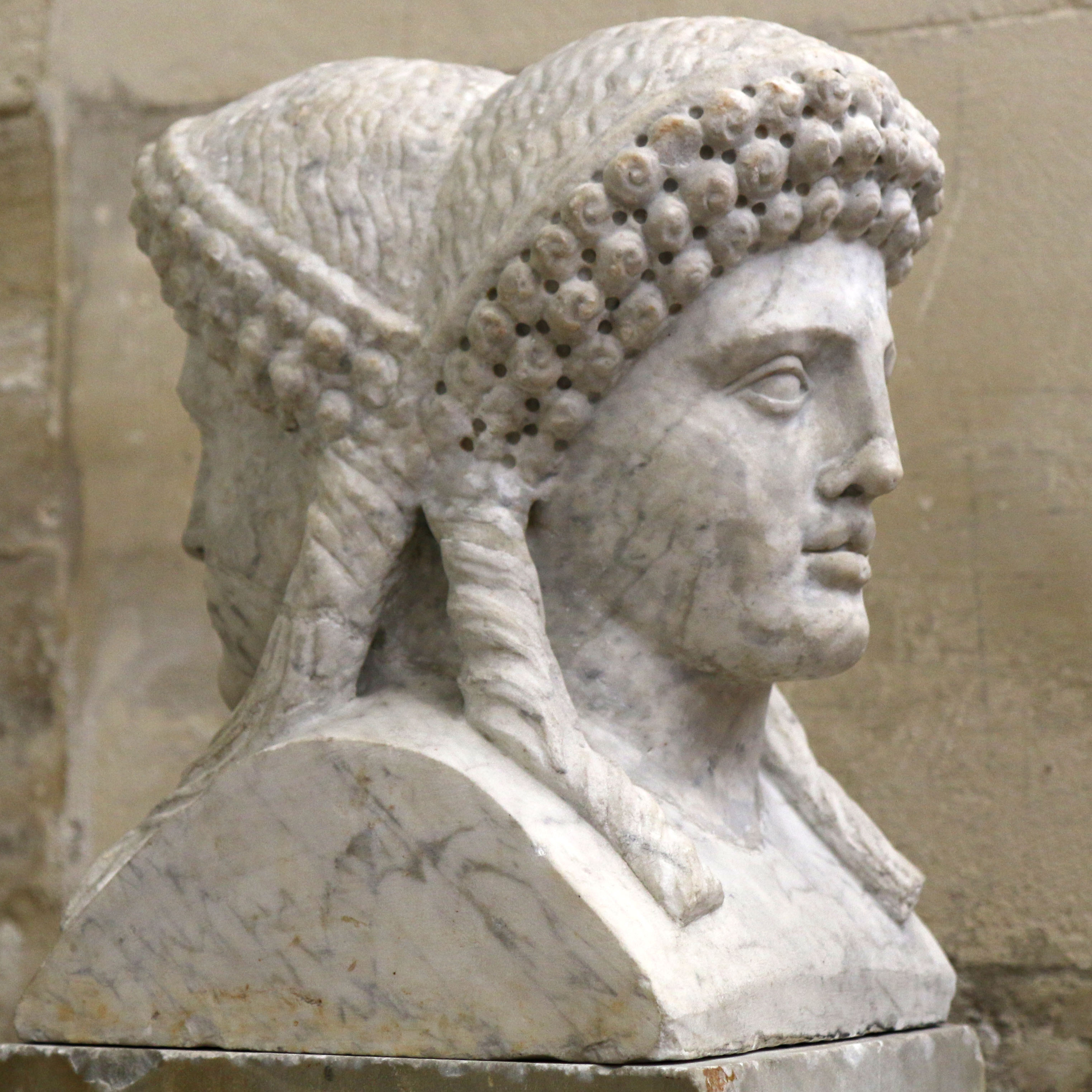
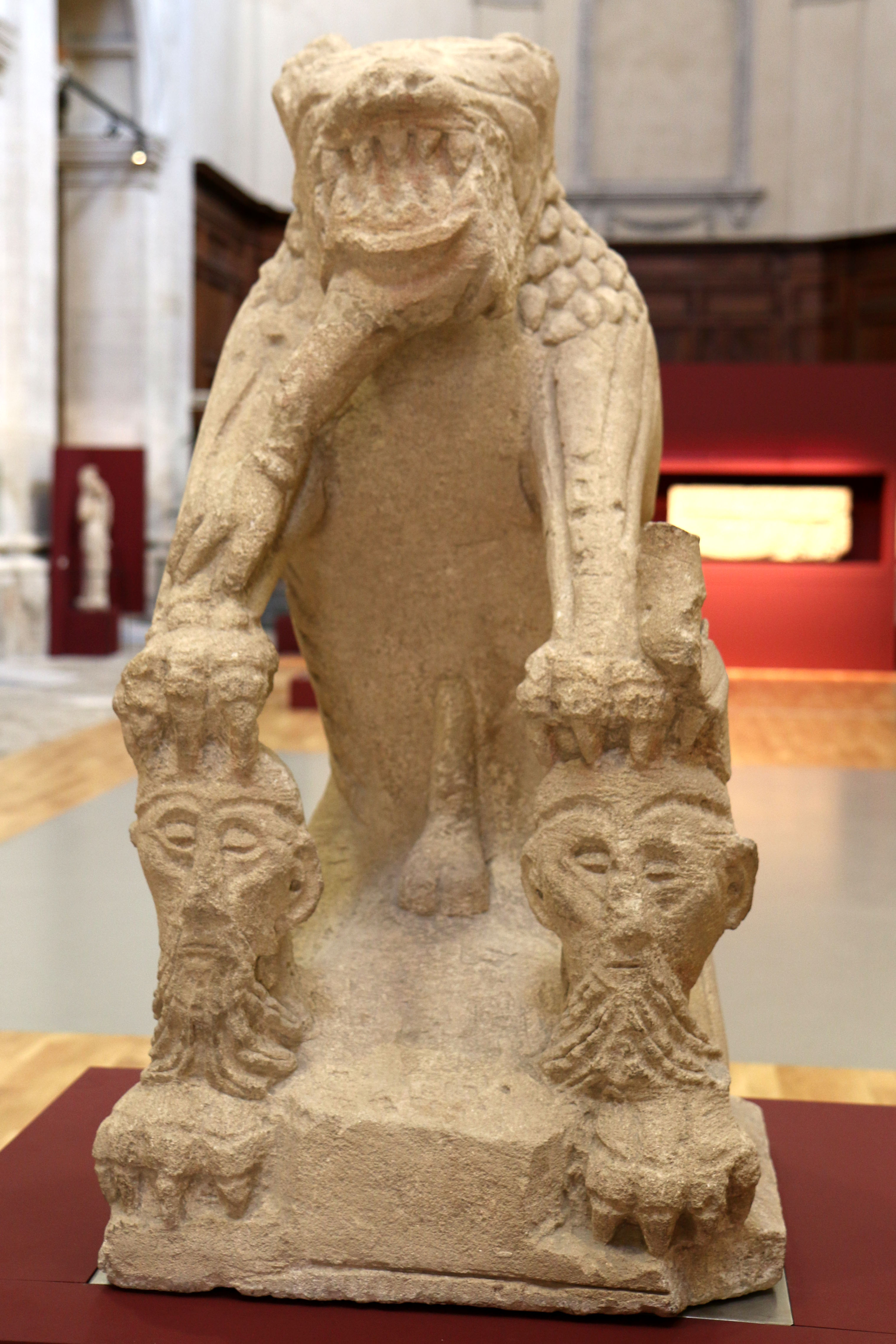
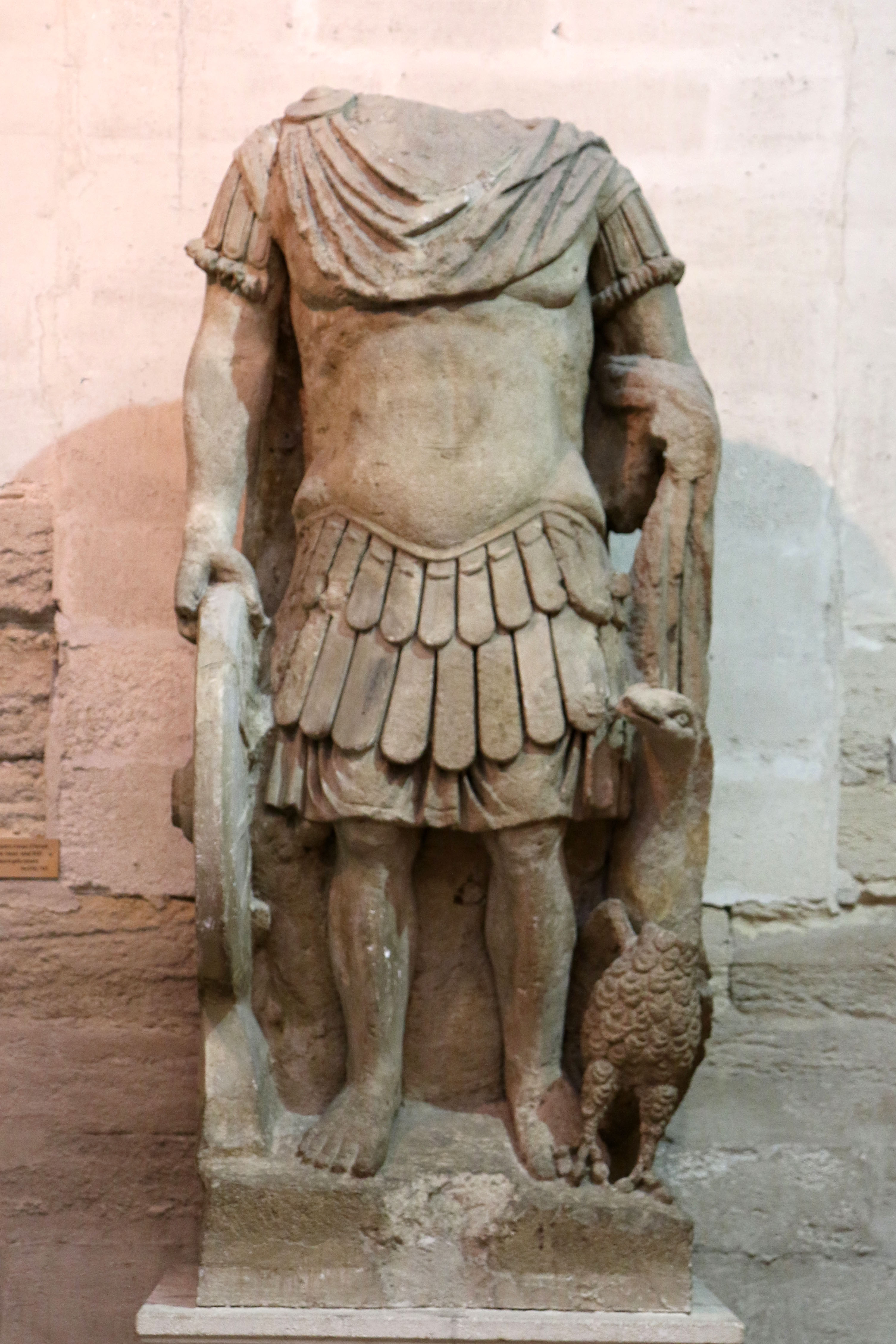
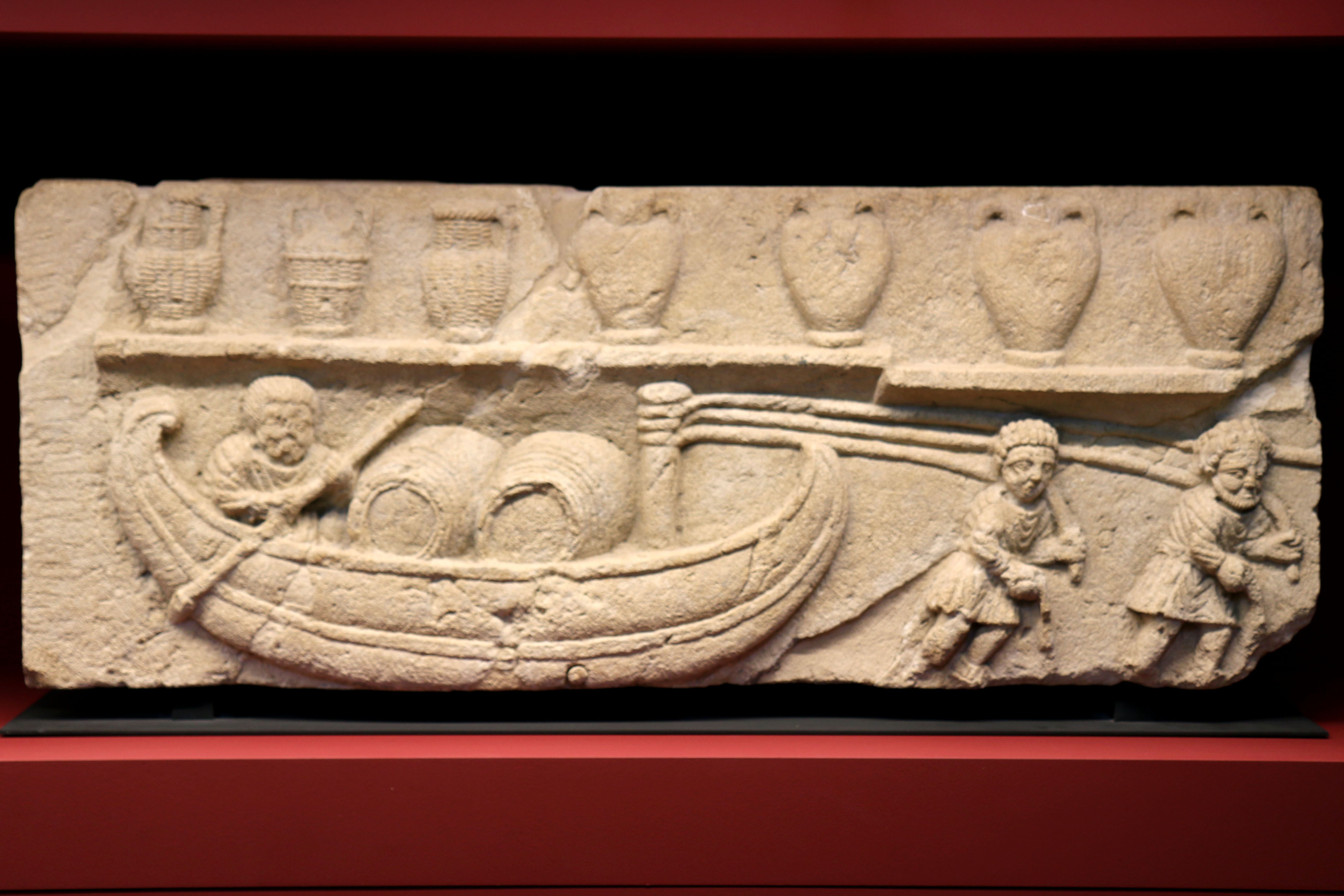
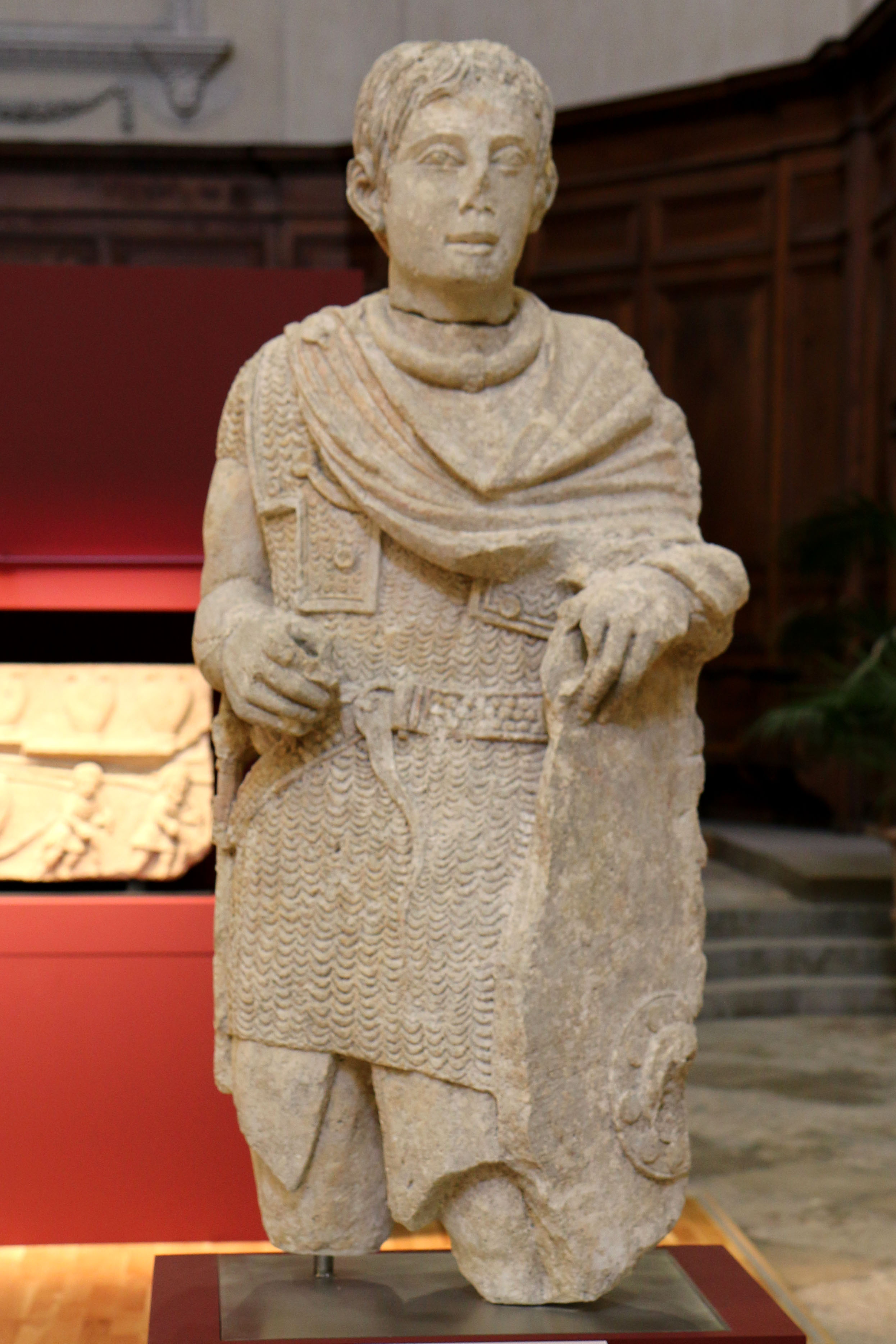
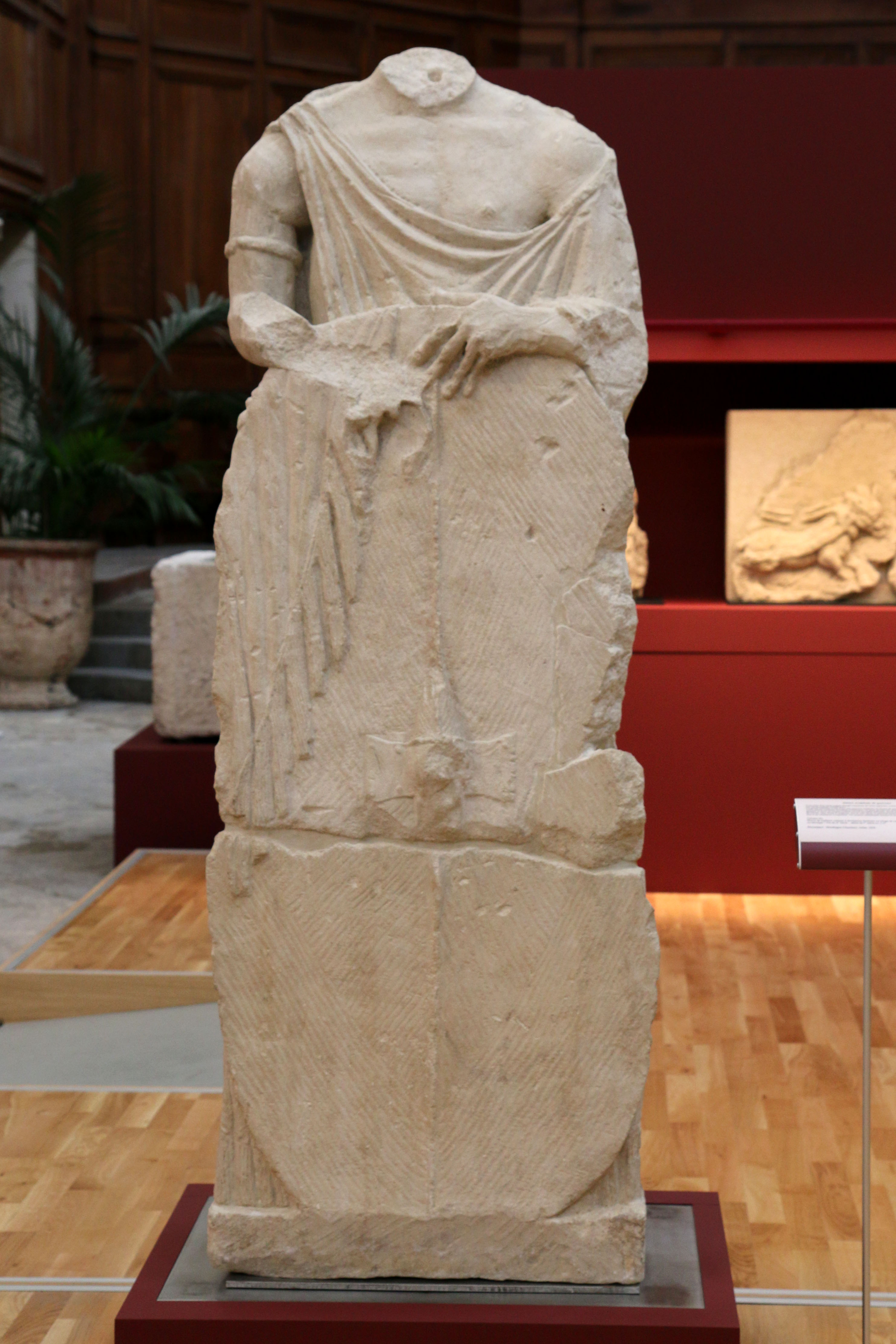
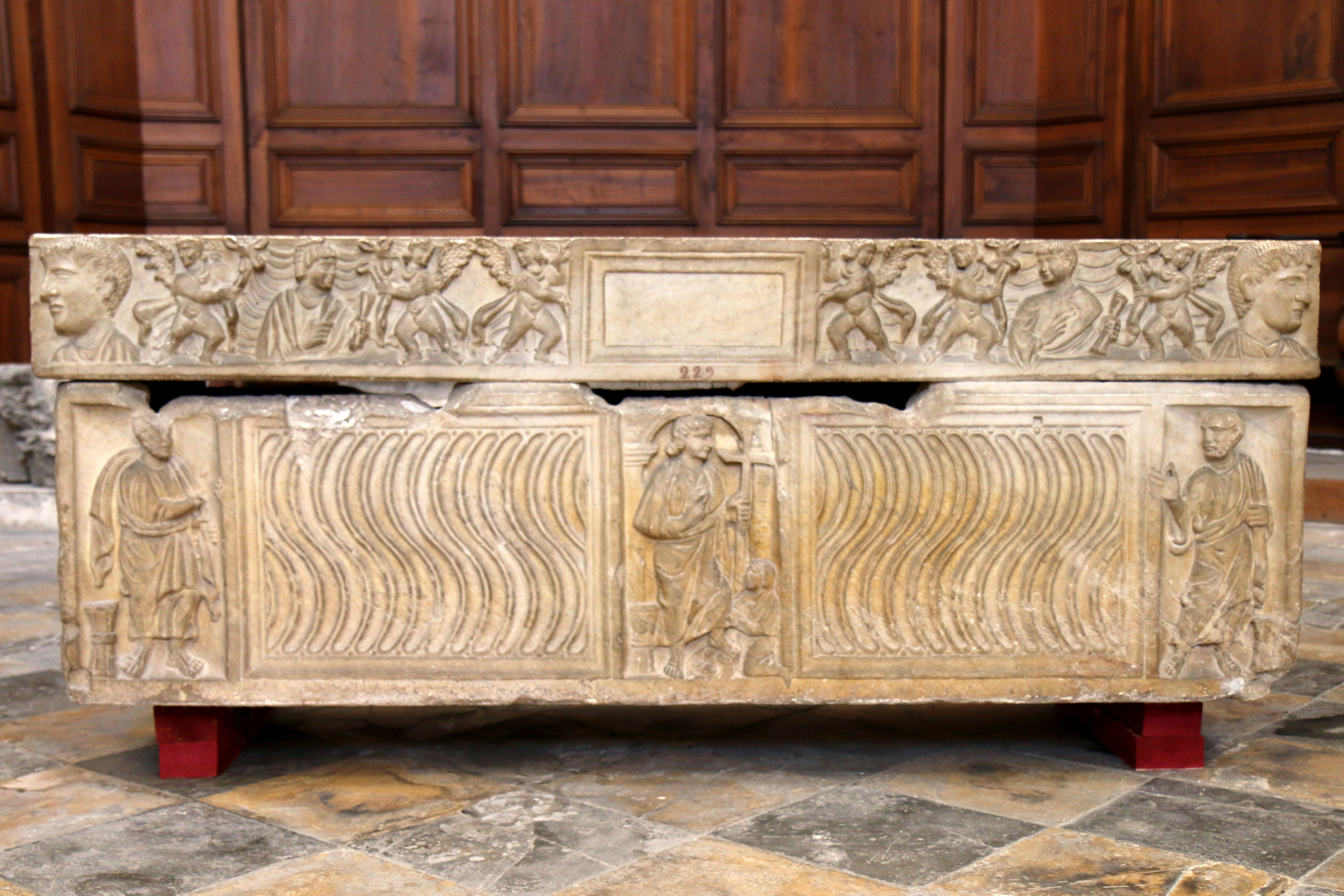
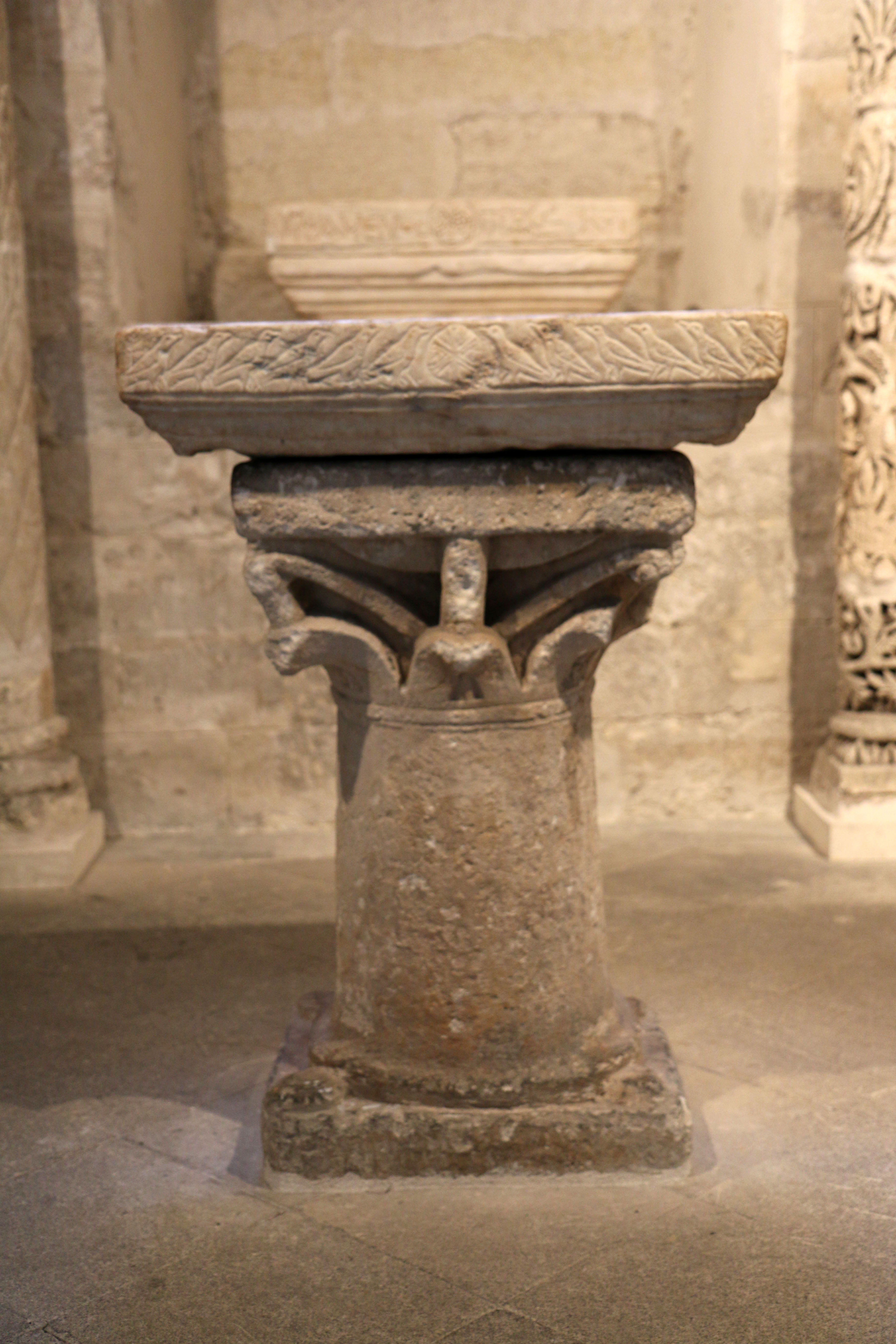
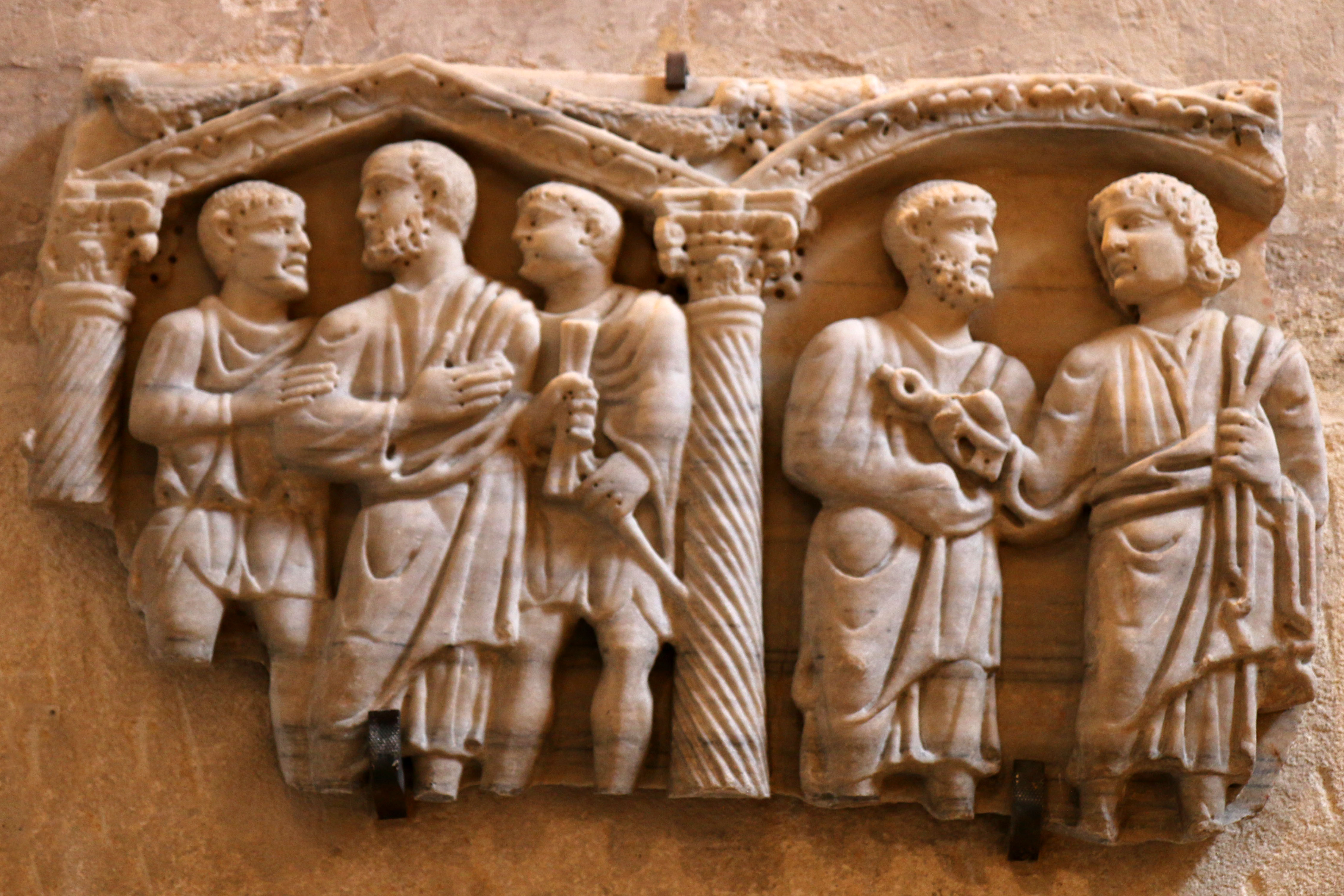
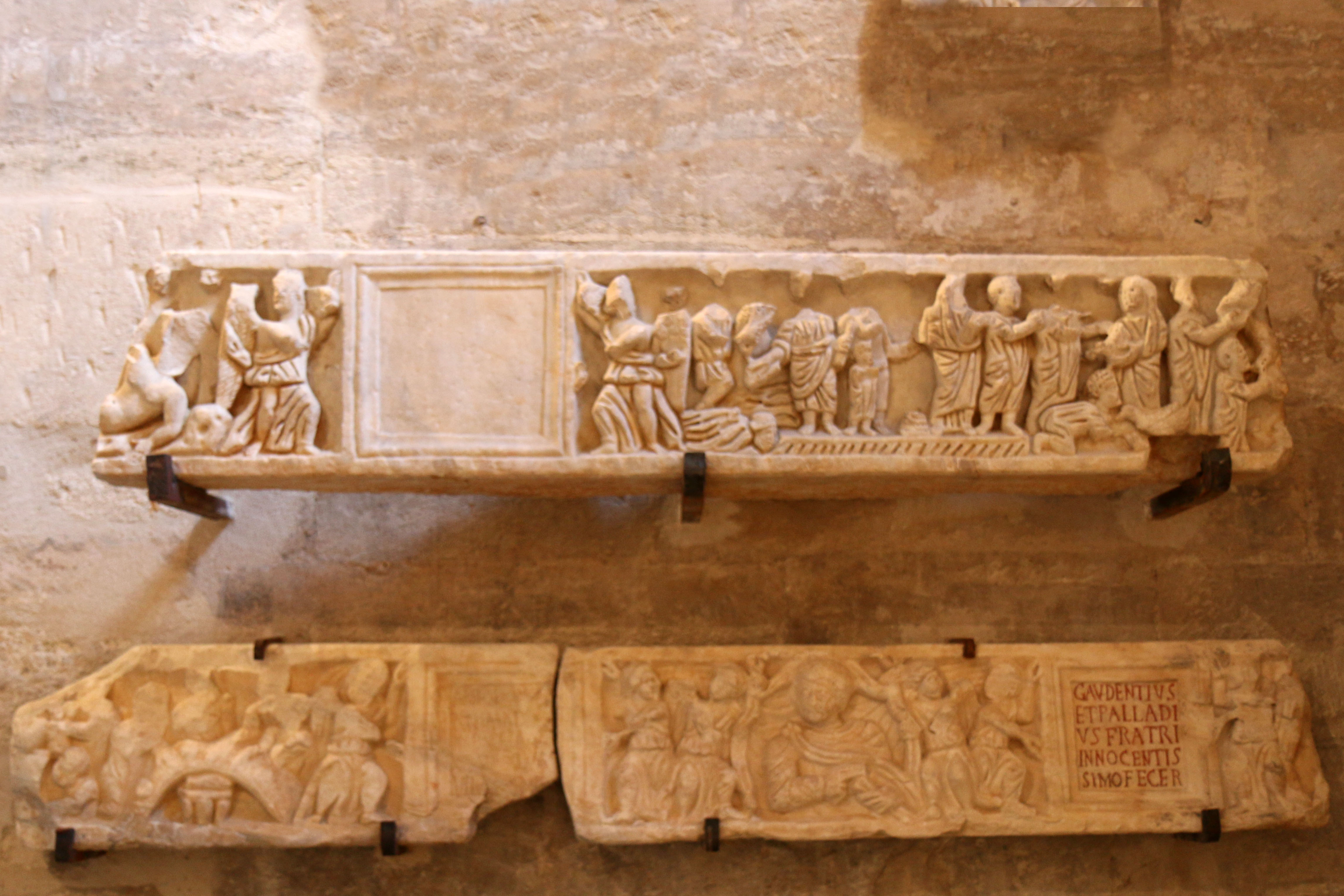
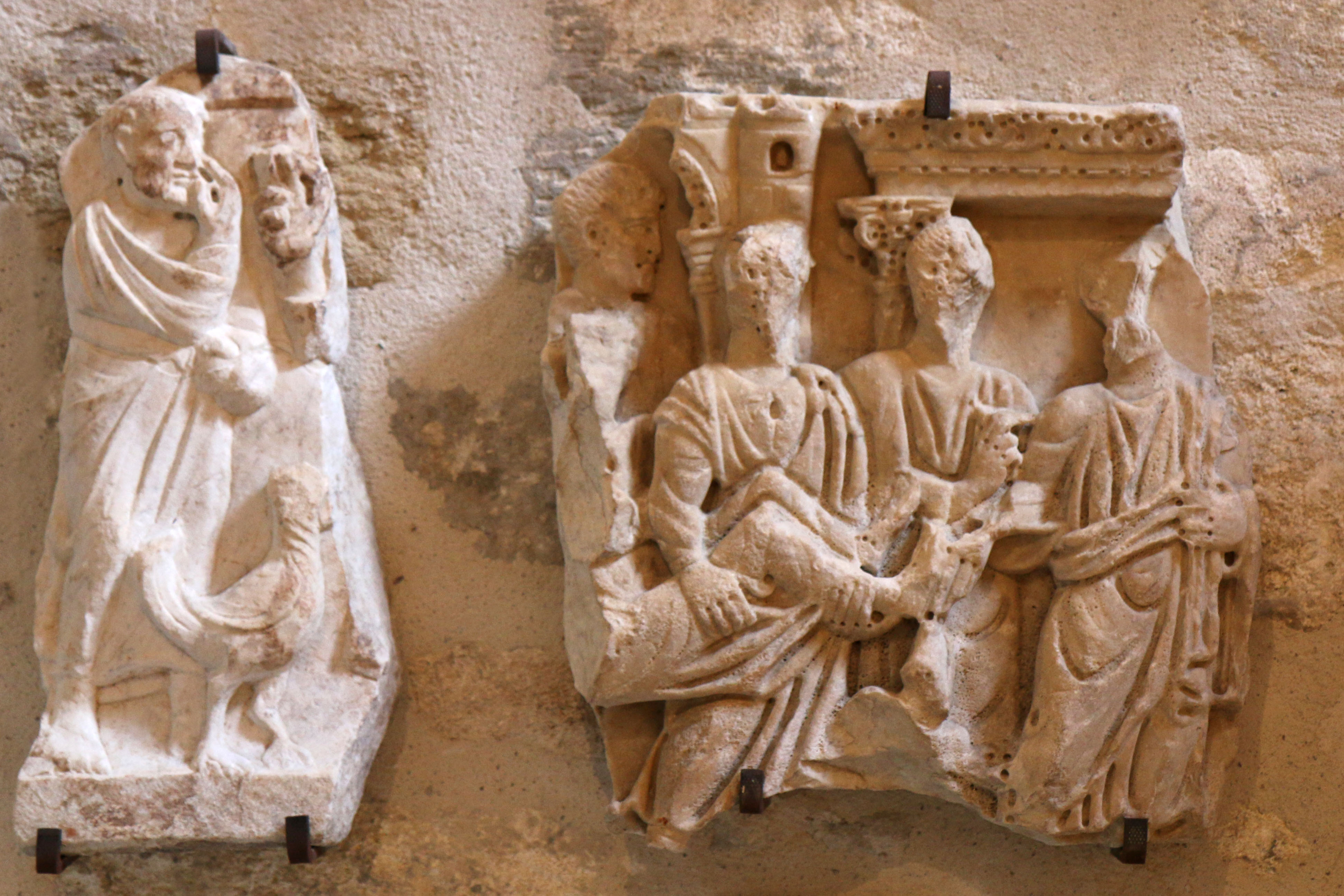